# Armorial des communes de la Seine-Maritime
- il comporte peu ou pas de sources.
- il reste des blasons à dessiner dans cet armorial.

Blason historique de la Normandie. 
De gueules à deux léopards d'or.
 Le département de Seine-Maritime n'a pas de blason, et utilise un logo.
 Proposition de Robert Louis, non retenue : 
De gueules à la fasce ondée d'argent, accompagnée de deux léopards d'or armés et lampassés d'azur.
Cette page donne les armoiries (figures et blasonnements) des communes de Seine-Maritime.
- Haut – A
- B
- C
- D
- E
- F
- G
- H
- I
- J
- K
- L
- M
- N
- O
- P
- Q
- R
- S
- T
- U
- V
- W
- X
- Y
- Z

```
5 dessin(s) en attente (voir : A B C E H )
```

## A
| Blason de Ambrumesnil | Blason  | D'azur à une croix latine et deux épis de blé passés en sautoir, le tout enfilé dans une couronne, accompagné de trois fleurs de lys, deux aux flancs et une en pointe, le tout d'or. |
| Blason de Ambrumesnil | Détails | Création du Conseil Français d'Héraldique, en 1997. |

| Blason de Amfreville-la-Mi-Voie | Blason  | Parti: au 1er mi-parti d'azur à l'ancre de sable cordée et bordée d'or, au 2e mi-parti de gueules à la roue dentée d'argent; à la cotice en barre de sinople bordée d'or brochant sur le tout et entravaillée dans l'ancre et la roue dentée; le tout sommé d'un chef parti: au 1er de gueules à deux léopards d'or, l'un au-dessus de l'autre, au 2e d'or à trois marteaux de gueules. |
| Blason de Amfreville-la-Mi-Voie | Détails | |

| Blason de Ancourteville-sur-Héricourt | Blason  | Parti : au 1er d'argent à une rose des jardins de gueules, tigée et feuillée de sinople, au 2d burelé d'argent et de gueules, à un lion de sable armé, lampassé et couronné d'or ; le tout sommé d'un chef de gueules chargé de deux léopards affrontés d'or, armés et lampassés d'azur. |
| Blason de Ancourteville-sur-Héricourt | Détails | |

| Blason de Ancretiéville-Saint-Victor | Blason  | D'or au pal d'azur, au chef de gueules chargé de trois gerbes de blé d'or. |
| Blason de Ancretiéville-Saint-Victor | Détails |                                                                            |

| Blason de Angerville-l'Orcher | Blason  | D’or à la quintefeuille de sable surmontée d’un léopard de gueules. |
| Blason de Angerville-l'Orcher | Détails |                                                                     |

| Blason de Anglesqueville-l'Esneval | Blason  | Parti d'azur et de gueules, à un chevron d'or brochant accompagné en chef, à dextre d'une coquille, à senestre d'un lion et en pointe d'un fer de pique, le tout d'argent. |
| Blason de Anglesqueville-l'Esneval | Détails | Adopté le 29 juin 2004. Projet SEDI avalisé par le Conseil Français d'Héraldique.                                                                                          |

| Blason de Anneville-Ambourville | Blason  | De gueules à la bande ondée d'argent accompagnée de deux annelets d'or, au franc-canton d'azur chargé d'une hache aussi d'argent. |
| Blason de Anneville-Ambourville | Détails | Création du Conseil Français d'Héraldique, en 1993.                                                                               |

| Blason de Anneville-sur-Scie | Blason  | De gueules fretté d'or; à l'écusson d'argent en abîme chargé de trois trèfles de sinople. |
| Blason de Anneville-sur-Scie | Détails | Création Jean-François Binon (mai 2009)                                                   |

| Blason de Annouville-Vilmesnil | Blason  | D’azur aux deux épis de blé tigés et feuillés d’or accompagnés en pointe d’une fleur de gentiane tigée et feuillée du même, au chef aussi d’or chargé d’une bande de gueules surchargée de trois besants d’argent. |
| Blason de Annouville-Vilmesnil | Détails | Création du Conseil Français d'Héraldique. Adopté le 7 avril 2000. |

| Blason de Anvéville | Blason  | Parti : au 1er de sinople à un colombier d'or, ouvert et maçonné de sable, surmonté d'une clé d'or en fasce, au 2d d'argent à un pommier arraché au naturel ; le tout sommé d'un chef de gueules à un léopard d'or, armé et lampassé d'azur. |
| Blason de Anvéville | Détails | Le statut officiel du blason reste à déterminer. |

| Blason de Argueil | Blason  | D’azur à la croix alésée d’argent accompagnée de trois fleurs de lys d’or rangées en chef et d’un mont de trois coupeaux du même mouvant de la pointe. |
| Blason de Argueil | Détails | Armes des Castelbajac, ancienne famille, reprises en 1955, auxquelles on a ajouté des monts évoquant le relief de la commune.                          |

| Blason de Arques-la-Bataille | Blason  | De gueules au pont de trois arches d’argent posé sur des ondes d’azur mouvant de la pointe, sommé d’un château de deux tours couvertes aussi d’argent. |
| Blason de Arques-la-Bataille | Détails | Proposé par Canel en 1863 d'après un sceau de 1315. Officialisé par le décret du 13 novembre 1882.                                                     |

| Blason de Assigny | Blason  | D’azur à la fasce d’or chargée d’une pomme de pin renversée de gueules accostée de deux maillets du même, accompagnée en chef de deux aigles d’argent et en pointe d’un lion couronné du même. |
| Blason de Assigny | Détails | Création du Conseil Français d'Héraldique, en 2003. |

| Blason de Aubéguimont | Blason  | Coupé: au 1er parti au I d'azur à deux navettes d'argent passées en sautoir, au II d'or à roue de sainte Catherine de sable faillie au canton senestre du chef, au 2e de gueules à deux léopards d'or, armés et lampassés d'azur, l'un au-dessus de l'autre. |
| Blason de Aubéguimont | Détails | |

| Blason de Auberville-la-Campagne | Blason  | D'azur à la cotice d'or accompagnée en chef d’une fleur de lis et d’une étoile rangées en bande et en pointe d'un crosseron, le tout du même. |
| Blason de Auberville-la-Campagne | Détails | |

| Blason de Auberville-la-Manuel | Blason  | De gueules à la croix d'agent cantonnée au 1er d'une porte de château du lieu, au 2e de trois épis de blé empoignés, au 3e de trois fleurs de lin tigées et feuillées et au 4e d'une vache, le tout d'or. |
| Blason de Auberville-la-Manuel | Détails | Création du Conseil Français d'Héraldique en 1998. |

| Blason de Auberville-la-Renault | Blason  | D'azur à la fasce ondée d'argent chargée d'une roue de moulin de gueules de huit rais assemblés deux à deux en sautoir, et accompagnée de deux billettes d'argent en chef et d'un flanchis d'or en pointe. |
| Blason de Auberville-la-Renault | Détails | Enregistrement au Conseil Français d'Héraldique en 2002. |

| Blason de Auffay | Blason  | Parti: au 1er d'azur au hêtre au naturel, au 2e de gueules à la crosse et au sabre renversé passés en sautoir, le tout d'argent. |
| Blason de Auffay | Détails | Devise: « alta fagus ». |

| Blason de Aumale (Seine-Maritime) | Blason  | D'argent à la fasce d'azur chargée de trois fleurs de lis d'or. |
| Blason de Aumale (Seine-Maritime) | Détails | Attribué par d'Hozier                                           |

| Blason à dessiner | Blason  | Tiercé en pal: au 1er de gueules au bâton d'Asclépios d'argent accosté en pointe des lettres cursives majuscules A et J du même et surmonté d'un écusson de sable à l'aigle bicéphale d'argent, becquée et membrée de gueules, au 2e d'argent à trois coquilles d'azur rangées en pal, au 3e de gueules au clocher Tors d'argent, mouvant de la pointe et sommé d'une croisette latine du même sur laquelle est planté un drapeau de sable flottant vers senestre; à la terrasse cannelée de trois pièces de sinople. |
| Blason à dessiner | Détails | Adopté le 20 juin 2024. |

| Blason de Auquemesnil | Blason  | D'argent à la bande d'azur chargée de trois épis de blé d'or posés à plomb, accompagnée de deux chênes de sinople; à la bordure dentelée de gueules. |
| Blason de Auquemesnil | Détails | adopté en 2004. Auteur(s)Création du Conseil Français d'Héraldique,                                                                                  |

| Blason de Authieux-Ratiéville | Blason  | D'argent au chevron de gueules accompagné de trois rameaux de trois feuilles de sinople; au chef de gueules chargé d'un léopard d'or armé et lampassé d'azur. |
| Blason de Authieux-Ratiéville | Détails | Photo sur Facebook, 2025. Auteur(s)J-F Binon. |

| Blason de Auzebosc | Blason  | Palé d’or et de gueules de six pièces. |
| Blason de Auzebosc | Détails | Blason de la famille de Briqueville.   |

| Blason de Auzouville-l'Esneval | Blason  | Mi-taillé : au 1) palé d’or et d’azur au chef de gueules, au 2) de sinople à la foi d’argent. |
| Blason de Auzouville-l'Esneval | Détails |                                                                                               |

| Blason de Auzouville-sur-Ry | Blason  | D'argent à la barre du champ bordée d'azur, chargée de l'inscription «CHANTE ET PLEURE», accompagnée en chef de deux léopards l'un au-dessus de l'autre et en pointe d'une chantepleure [robinet de tonneau], le tout en ombre d'azur. |
| Blason de Auzouville-sur-Ry | Détails | |

| Blason de Avremesnil | Blason  | D’argent à la fasce accompagnée en chef de deux merlettes et en pointe d’un lion, le tout de gueules, au chef palé d’or et d’azur. |
| Blason de Avremesnil | Détails | Création du Conseil Français d'Héraldique. Adopté le 5 mars 1999.                                                                  |

Pas d'information pour les communes suivantes : Allouville-Bellefosse, Alvimare, Amfreville-les-Champs (Seine-Maritime), Anceaumeville, Ancourt, Ancretteville-sur-Mer, Angerville-Bailleul, Angerville-la-Martel, Angiens, Anglesqueville-la-Bras-Long, Anquetierville, Ardouval, Aubermesnil-aux-Érables, Aubermesnil-Beaumais, Les Authieux-sur-le-Port-Saint-Ouen, Autigny (Seine-Maritime), Autretot, Auvilliers, Auzouville-Auberbosc, Auzouville-sur-Saâne, Avesnes-en-Bray, Avesnes-en-Val
- Haut – A
- B
- C
- D
- E
- F
- G
- H
- I
- J
- K
- L
- M
- N
- O
- P
- Q
- R
- S
- T
- U
- V
- W
- X
- Y
- Z

## B
| Blason de Bacqueville-en-Caux | Blason  | Parti: au 1er d'or à trois marteaux de gueules, au 2e d'azur à croisettes d'or. |
| Blason de Bacqueville-en-Caux | Détails | Le statut officiel du blason reste à déterminer.                                |
| Blason de Bacqueville-en-Caux | Alias   | D’or aux trois marteaux de gueules.                                             |

| Blason de Bailly-en-Rivière | Blason  | D'or au lion couronné d'azur; au chef d'azur chargé de trois flanchis d'or. |
| Blason de Bailly-en-Rivière | Détails |                                                                             |

| Blason de Baons-le-Comte | Blason  | Parti : au 1) d’azur à la balance d’argent, au 2) de sinople à la navette de tisserand d’or en barre ; le tout posé sur une champagne de gueules sommée d’une divise d’or chargé d’une couronne de comte du même ornée de pierreries au naturel. |
| Blason de Baons-le-Comte | Détails | Armes parlantes. (couronne de comte) Création : Françoise Mauer-Lemonnier, 2007. |

| Blason de Barentin | Blason  | D’azur au viaduc de trois arches et deux demies d’argent maçonné de sable, mouvant des flancs, surmonté de trois abeilles d’or rangées en chef. |
| Blason de Barentin | Détails | |

| Blason de Bazinval | Blason  | Parti: au 1er d'or à la tête de loup contournée de sable lampassée de gueules, au 2e de sinople à l'épée d'argent versée en barre; le tout sommé d'un chef de gueules au léopard d'or armé et lampassé d'azur. |
| Blason de Bazinval | Détails | Création Jean-François Binon. Adopté le 6 décembre 2018. |

| Blason de Beaubec-la-Rosière | Blason  | Écartelé: au 1er parti au I d'azur à trois fleurs de lis d’or, au II de gueules à trois léopards d’or, l'un au-dessus de l'autre, armés et lampassés d'azur, au 2e parti au I de sable plain, au II d'argent à trois fasces entées-ondées de gueules, au 3e fascé de gueules et d'argent de huit pièces, au 4e de gueules à trois maisons d'or; sur le tout, de gueules à la fasce ondée d'argent accompagnée de deux léopards d'or, armés et lampassés d’azur. |
| Blason de Beaubec-la-Rosière | Détails | Création Roger Decarnelle. Adopté en 2014. |

| Blason de Beaumont-le-Hareng | Blason  | D'argent au mont de sinople surmonté de trois tourteaux de gueules mal ordonnés; au chef d'azur chargé d'un hareng d'argent. |
| Blason de Beaumont-le-Hareng | Détails | Armes parlantes. (mont ; hareng) Création Féliks Rynski d'Argence.                                                           |

| Blason de Beaurepaire | Blason  | D'azur à la fasce fuselée d'argent et de gueules de trois tires, les fusées couchées, accompagnée en chef de deux croisettes d'or et en pointe d'un renard du même. |
| Blason de Beaurepaire | Détails | |

| Blason à dessiner | Blason  | Écartelé: au 1er d'argent à l'écusson de gueules chargé de deux léopards d'or, armés et lampassés d'azur, l'un au-dessus de l'autre, aux 2e et 3e d'or à quatre alérions d'azur, 2 et 2, au 4e d'or à l'écusson d'agent chargé d'un chêne au naturel terrasse d'or; à la croix de gueules brochant sur la partition. |
| Blason à dessiner | Détails | * Il y a là non-respect de la règle de contrariété des couleurs : ces armes sont fautives (or sur argent). Adopté le 19 mars 2021. |

| Blason de Beautot | Blason  | D’argent au sautoir de gueules chargé de deux léopards d’or, armés et lampassés d’azur, et passés en sautoir, cantonné de quatre épis de blé feuillés de deux pièces de sinople. |
| Blason de Beautot | Détails | |

| Blason de Beauval-en-Caux | Blason  | D’argent au sautoir d’azur chargé d’un chêne arraché d’or, cantonné, en chef, d’un trèfle et en pointe d’un lion léopardé, à dextre d’une tête d’aigle arrachée contournée à senestre d’une merlette le tout de gueules. |
| Blason de Beauval-en-Caux | Détails | |

| Blason de Bec-de-Mortagne | Blason  | De gueules au pal ondé d'argent accosté de huit pommes d'or. |
| Blason de Bec-de-Mortagne | Détails | Le statut officiel du blason reste à déterminer.             |

| Blason de Belbeuf | Blason  | Deux écus accolés: 1. D'azur au chevron d'argent accompagné de deux molettes d'or en chef et d'une rose tigée et feuillée d'argent en pointe. 2. D'azur à la fasce d'argent surmontée d'un léopard d'or. |
| Blason de Belbeuf | Détails | |

| Blason de Bellencombre | Blason  | Écartelé : au 1er d'azur à trois houseaux courts de sable*, au 2e de gueules fretté d'or, au 3e d'or à trois marteaux de gueules, au 4e d'azur au chevron d'argent accompagné, en chef, de deux molettes d'éperon d'or et, en pointe, d'une rose d'argent tigée et feuillée de sinople. |
| Blason de Bellencombre | Détails | * Il y a là non-respect de la règle de contrariété des couleurs : ces armes sont fautives (sable sur azur). Le statut officiel du blason reste à déterminer. |

| Blason de Bellengreville | Blason  | D’or au chevron abaissé de gueules accompagné en chef de trois étoiles rangées en fasce et en pointe d’un croissant le tout de sable. |
| Blason de Bellengreville | Détails | |

| Blason de Belleville-en-Caux | Blason  | D’azur au coussinet d’or chapé du même aux deux perdrix de gueules. |
| Blason de Belleville-en-Caux | Détails |                                                                     |

| Blason de Belleville-sur-Mer | Blason  | D’azur au sautoir d’argent cantonné de quatre aiglettes du même.                              |
| Blason de Belleville-sur-Mer | Détails | Blasons des communes de Seine-Maritime - Denis JOULAIN - Ed.Le Pucheux – 2012. Adopté en 1986 |

| Blason de Bénarville | Blason  | Écartelé: au 1er de gueules à la tour d'or, maçonnée de sable, ouverte et ajourée du champ, au 2e d'argent à la tête d'aigle de gueules, au 3e d'argent à la rose de gueules pointée de sinople, au 4e de gueules au marteau d'or. |
| Blason de Bénarville | Détails | Adopté le 5 février 2010. |

| Blason de Bennetot | Blason  | Taillé : au 1) d’or à la crosse d’abbé de gueules senestrée d’une croix de malte de sable, au 2) de sinople aux deux léopards d’or passant l’un sur l’autre. |
| Blason de Bennetot | Détails | |

| Blason de Bermonville | Blason  | De sinople à la bande échiquetée d’argent et de gueules de deux tires, accompagnée en chef d’un lion léopardé d’argent et en pointe, d’une motte féodale du même, au chef d’or chargé d’une croisette d’azur accostée de deux molettes d’éperon du même . |
| Blason de Bermonville | Détails | Adopté en 2003 |

| Blason de Berneval-le-Grand | Blason  | D’azur au pal fuselé d’argent et de gueules, cantonné au I et au IV d’une gerbe d’or et au II et III d’une nef aussi d’argent. |
| Blason de Berneval-le-Grand | Détails | |

| Blason de Bertheauville | Blason  | D’azur au chevron d’or accompagné en chef de deux croix tréflées au pied fiché d’argent et en pointe d’une chaumière normande au naturel couverte d’or. |
| Blason de Bertheauville | Détails | Création Denis Joulain validée le 20 novembre 2015. |

| Blason de Bertreville | Blason  | D’azur à deux croix latines tréflées au pied fiché d’argent accompagnées en pointe d’une coquille du même surmontée de deux autres d’or plus petites rangées en pal au niveau des traverses des croix. |
| Blason de Bertreville | Détails | Création Denis Joulain validée le 4 novembre 2015. |

| Blason de Bertrimont | Blason  | Écartelé :au 1) et au 4) d’azur à la tête de griffon d’or, au 2) et au 3) de gueules à l’épée d’argent, sur le tout d’argent au cœur de gueules. |
| Blason de Bertrimont | Détails | Création 2006. |

| Blason de Beuzeville-la-Grenier | Blason  | De sinople à la tour d’argent, aux deux léopards de gueules passant l’un sur l’autre brochant sur le tout. |
| Blason de Beuzeville-la-Grenier | Détails | |

| Blason de Beuzevillette | Blason  | D’argent à la croix d’azur chargée d’un alérion d’or, cantonnée au I et IV d’un trèfle de gueules et d’une croisette latine perronnée de deux marches brochante du même et au II et III d’une moucheture d’hermine de gueules. |
| Blason de Beuzevillette | Détails | Adopté en 2003. |

| Blason de Bézancourt | Blason  | Tiercé en pairle renversé: au 1 d'azur à un flacon d'argent; au 2 d'argent à trois fasces de gueules et au lion de sable, armé, lampassé et couronné d'or brochant; au 3 de sinople à un bouleau accosté de deux cerfs affrontés tous d'or soutenus d'une burelle ondée d'argent. |
| Blason de Bézancourt | Détails | Créé par JF Binon. Page Commune 2024 |

| Blason de Bihorel | Blason  | De gueules à la barre accompagnée en chef d’une ruche et en pointe de deux léopard passant l’un sur l’autre, le tout d’or ; au chef d’azur chargé d’un cavalier contourné adextré d’un archer contourné et senestré de deux footballeurs contournés, celui de senestre ayant un ballon au pied, le tout aussi d’or. |
| Blason de Bihorel | Détails | * Il y a là non-respect de la règle de contrariété des couleurs : ces armes sont fautives (azur sur gueules). |

| Blason de Biville-la-Baignarde | Blason  | De gueules à la colonne sur son socle d’argent chargé de l’inscription RF en lettre capitales de sable, sommée d’un buste de Marianne du même, chapé d’or au fer de mulet de gueules cloué de sable à dextre et à la molette d’éperon de gueules à senestre ; au chef d’azur chargé d’un lion léopardé d’or. |
| Blason de Biville-la-Baignarde | Détails | |

| Blason de Biville-sur-Mer | Blason  | D'azur à la silhouette de maison et d'église d'argent mouvant des flancs, chargée de deux cygnes affrontés du même et posée sur une terrasse de sinople* soutenue d'une mer ondée d'azur*. |
| Blason de Biville-sur-Mer | Détails | * Il y a là non-respect de la règle de contrariété des couleurs : ces armes sont fautives (Sinople sur Azur).                                                                              |

| Blason de Blainville-Crevon | Blason  | D’azur à la croix d’argent cantonnée de vingt croisettes recroisetées du même, cinq à chaque canton. |
| Blason de Blainville-Crevon | Détails | |

| Blason de Blangy-sur-Bresle | Blason  | D'argent au lion de sable, armé et lampassé de gueules. |
| Blason de Blangy-sur-Bresle | Détails | Concédé en 1482.                                        |

| Blason de Blosseville | Blason  | D’azur semé de bouquets de trois épis de blé d’or noués en fleur de lys ; à l’écusson élargi de gueules chargé d’une anille d’argent accompagnée de trois glands d’or et une filière aussi d’argent. |
| Blason de Blosseville | Détails | Création Denis Joulain validée le 9 octobre 2015. |

| Blason de Le Bocasse | Blason  | Parti: au 1 d'azur à un casque d'or taré de profil, au 2 d'argent à une rose des jardins de gueules, tigée et feuillée de sinople, posée en barre: le tout au chef de gueules chargé de deux léopards affrontés d'or, armés et lampassés d'azur. |
| Blason de Le Bocasse | Détails | Créé par JF Binon. Page Facebook de la commune, 2025. |

| Blason de Bois-Guillaume | Blason  | Parti: au 1er d'azur à une gerbe d'or, au 2e de gueules aux deux lions de sable l'un au-dessus de l'autre. * Il y a là non-respect de la règle de contrariété des couleurs : ces armes sont fautives (sable/gueules). |
| Blason de Bois-Guillaume | Détails | |
| Blason de Bois-Guillaume | Alias   | Parti : au premier d'azur à une gerbe d'or, au second de gueules aux deux lions d'or rangés en pal ; au filet d'or brochant sur la partition.                                                                         |

| Blason de Bois-Héroult | Blason  | D'argent à la bande d’azur chargée d’une fleur de lis accostée à dextre d’un gland et à senestre d’un sautoir ancré, le tout d’or et à plomb, ladite bande accompagnée en chef d’un cèdre du Liban et en pointe d’une tête de cerf contournée, le tout au naturel; à la filière de gueules enveloppant le tout. |
| Blason de Bois-Héroult | Détails | Création Denis Joulain. Adopté le 8 avril 2011. |

| Blason de Bois-Himont | Blason  | Écartelé: aux 1er et 4e fascé d’or et d’azur, aux 2e et 3e d'azur au coq de clocher d’or, celui de la pointe contourné. |
| Blason de Bois-Himont | Détails | Création Denis Joulain. Adopté en avril 2012.                                                                           |

| Blason de Bois-l'Évêque | Blason  | De gueules au hêtre d'argent feuillé de sinople chargé en pointe d'une volute de crosse contournée d'or, le tout surmonté du nom de la commune en lettres d'argent, au léopard d'or armé et lampassé d'azur en chef, soutenu d'une trangle d'argent. |
| Blason de Bois-l'Évêque | Détails | Création Jean-François Binon. Adopté le 14 avril 2015. |

| Blason de Le Bois-Robert | Blason  | Parti ployé vers dextre: au 1er de sinople à la fibule franque d’or en pal surmontée d’une perle d’argent déportée vers senestre, au 2e d’or au bouquet d’arbres de sinople sur une terrasse alésée du même. |
| Blason de Le Bois-Robert | Détails | Création Denis Joulain. Adopté en février 2012. |

| Blason de Bolbec | Blason  | De gueules aux trois navettes d'argent, au chef cousu d'azur chargé de trois fleurs de lys d'or.                                                          |
| Blason de Bolbec | Détails | * Ces armes emploient le terme « cousu » dans le seul but de contrevenir à la règle de contrariété des couleurs : elles sont fautives (azur sur gueules). |

| Blason de Bonsecours | Blason  | D'or à trois croisettes de sable enfermées dans un orle de gueules. |
| Blason de Bonsecours | Détails | Adopté le 18 décembre 1962.                                         |

| Blason de Boos | Blason  | De gueules à une tête de crosse d'argent, au chef cousu d'azur chargé de trois fleurs de lys d'or.                                                        |
| Blason de Boos | Détails | * Ces armes emploient le terme « cousu » dans le seul but de contrevenir à la règle de contrariété des couleurs : elles sont fautives (azur sur gueules). |

| Blason de Bordeaux-Saint-Clair | Blason  | Coupé: au 1er d'azur à une maison commune d'argent maçonnée de sable à dextre, et à un buste de saint Clair d'argent auréolé d'or à senestre, au 2e de gueules au vase d'or surmonté d'une croisette du même. |
| Blason de Bordeaux-Saint-Clair | Détails | Devise: « Te clarissimum domum accidiemus » (à toi qui a l'esprit clair, nous ouvrirons notre maison). Conseil Héraldique Français. Adopté le 8 novembre 1996.                                                |

| Blason de Bornambusc | Blason  | De sinople au heaume d’or taré de front, au chef d’argent chargé d’une merlette accostée de deux fleurs de lys, le tout de gueules |
| Blason de Bornambusc | Détails | Création Sté SEDI et Conseil Français d'Héraldique. Adopté le 13 mars 1996.                                                        |

| Blason de Bosc-Guérard-Saint-Adrien | Blason  | D'or au chêne de sinople sur une terrasse du même, englanté du champ; mantelé de sinople chargé à dextre d'une église du lieu d'argent et à senestre d'un colombier du même. |
| Blason de Bosc-Guérard-Saint-Adrien | Détails | Création Denis Joulain. Adopté le 15 octobre 2010. |

| Blason de Bosc-le-Hard | Blason  | De gueules à l’agneau pascal d’or à la tête contournée nimbée d’argent, tenant avec sa patte senestre une croix à longue hampe du même de laquelle pend une banderole aussi d’or chargée d’une croisette du champ, au chef cousu d’azur. |
| Blason de Bosc-le-Hard | Détails | * Ces armes emploient le terme « cousu » dans le seul but de contrevenir à la règle de contrariété des couleurs : elles sont fautives (azur sur gueules). Création : M.Taconet, adoptée le 27 janvier 2006.                              |

| Blason de Bosville | Blason  | Écartelé: au 1er d'azur à la croix tréflée d'argent, au 2e d'argent au lion de gueules, au 3e d'argent à la coquille de gueules, au 4e d'azur à deux goujons adossés en pal d'or. |
| Blason de Bosville | Détails | |

| Blason de La Bouille | Blason  | Taillé: au 1er d’or au navire au naturel, habillé d’une voile de gueules chargée de deux léopards d’or l’un au-dessus de l’autre, voguant de face sur une mer isolée d’azur, au 2e de gueules à la plume d’argent posée en bande et passée en sautoir avec un pinceau du même, à la toque de cuisinier d’argent brochant sur le sautoir, accostée de deux masques de théâtre d’or. |
| Blason de La Bouille | Détails | |

| Blason de Le Bourg-Dun | Blason  | De gueules à la fleur de lis d'or. |
| Blason de Le Bourg-Dun | Détails |                                    |

| Blason de Bouville | Blason  | D’azur à l’étai d’or accompagné de trois tours d’argent maçonnées de sable. |
| Blason de Bouville | Détails |                                                                             |

| Blason de Brachy | Blason  | Coupé : au 1er de gueules à trois croisettes ancrées mal ordonnées d'or, au 2d d'azur à la roue à aubes d'or ; au pont en dos d'âne d'or brochant sur la partition.                                                                       |
| Blason de Brachy | Détails | Armes parlantes. Les trois croix représentent les trois églises de la commune, autrefois nommée Brachiacum, soit étymologiquement : pont ou passage. La roue est celle du moulin. Création de Laurent Lailly adoptée le 19 décembre 2019. |

| Blason de Bracquemont | Blason  | D'argent au chevron abaissé de sable accompagné en chef dextre d'un maillet du même. |
| Blason de Bracquemont | Détails |                                                                                      |

| Blason de Bréauté | Blason  | D'argent à une quintefeuille de gueules. |
| Blason de Bréauté | Détails |                                          |

| Blason de Bretteville-du-Grand-Caux | Blason  | D’azur à la fasce bretessée d’or, accompagnée de trois roses du même, au chef fuselé d’argent et de gueules. |
| Blason de Bretteville-du-Grand-Caux | Détails | Armes parlantes. (fasce bretessée)                                                                           |

| Blason de Brunville | Blason  | De gueules à la gerbe d’or, au chef ondé cousu d’azur chargé d’un ex-voto de bateau d’argent, accosté de deux pommes de pin aussi d’or.                   |
| Blason de Brunville | Détails | * Ces armes emploient le terme « cousu » dans le seul but de contrevenir à la règle de contrariété des couleurs : elles sont fautives (azur sur gueules). |

| Blason de Buchy | Blason  | De gueules à la hache d'or plantée en fasce dans une souche d'arbre d'argent; au chef cousu d'azur chargé de trois coins de bûcheron d'argent.                                                                                                |
| Blason de Buchy | Détails | * Ces armes emploient le terme « cousu » dans le seul but de contrevenir à la règle de contrariété des couleurs : elles sont fautives (azur sur gueules). Armes parlantes. (bûche) Devise : « hasta et cueno » (par la hache et par le coin). |

| Blason de Butot-Vénesville | Blason  | Tiercé en pairle renversé : au 1er d'or à un dragon de sinople, langué et armé de gueules, au 2e d'azur à une gerbe d'or, liée de gueules, au 3e de gueules à une ancre avec sa gumène d'argent. |
| Blason de Butot-Vénesville | Détails | Le statut officiel du blason reste à déterminer. |

Pas d'information pour les communes suivantes : Bailleul-Neuville, Baillolet, Bardouville, Baromesnil, Beauvoir-en-Lyons, La Bellière (Seine-Maritime), Belmesnil, Bénesville, Bénouville (Seine-Maritime), Bernières, Bertreville-Saint-Ouen, Berville, Berville-sur-Seine, Betteville, Beuzeville-la-Guérard, Bierville, Biville-la-Rivière, Blacqueville, Bois-d'Ennebourg, Bois-Guilbert, Boissay, Bolleville (Seine-Maritime), Bosc-Bérenger, Bosc-Bordel, Bosc-Édeline, Bosc-Hyons, Bosc-Mesnil, Bosc-Roger-sur-Buchy, Boudeville, Bouelles, Bourdainville, Bracquetuit, Bradiancourt, Brametot, Brémontier-Merval, Bretteville-Saint-Laurent, Bully (Seine-Maritime), Bures-en-Bray, Butot
- Haut – A
- B
- C
- D
- E
- F
- G
- H
- I
- J
- K
- L
- M
- N
- O
- P
- Q
- R
- S
- T
- U
- V
- W
- X
- Y
- Z

## C
| Blason de Cailleville | Blason  | Divisé en chevron d’azur plain et de sinople à un épi de blé feuillé d’or, un chevron haussé d’argent brochant sur la partition ; au chef cousu de gueules chargé d’un casque d’argent taré de face au panache du même, accosté de deux léopards affrontés d’or armés et lampassés d’azur. |
| Blason de Cailleville | Détails | * Ces armes emploient le terme « cousu » dans le seul but de contrevenir à la règle de contrariété des couleurs : elles sont fautives (gueules sur azur). Création Denis Joulain validée le 22 septembre 2015.                                                                             |

| Blason de Cailly | Blason  | Coupé de sinople et d'azur, à la fasce crénelée d'or, brochant sur la partition et accompagnée de trois têtes de loup d'argent. |
| Blason de Cailly | Détails | |

| Blason de Calleville-les-Deux-Églises | Blason  | D’azur à deux façades d’église du lieu d’argent, au chef d’or chargé d’une pomme de gueules feuillée de deux pièces de sinople. |
| Blason de Calleville-les-Deux-Églises | Détails | Armes parlantes. (deux églises)                                                                                                 |

| Blason de Canehan | Blason  | D'azur à la bande d'argent chargée d'un rencontre de vache de gueules entre deux poteries du même, le tout posé à plomb, accompagnée de deux épis de blé d'or. |
| Blason de Canehan | Détails | Blason homologué par le Conseil Français d'Héraldique en 2010.                                                                                                 |

| Blason de Canouville | Blason  | De gueules à une charrue à roue d’or soutenue de deux molettes d’éperon du même et d’une couronne étoilée d’argent en pointe. |
| Blason de Canouville | Détails | Création Denis Joulain validée le 28 septembre 2015.                                                                          |

| Blason de Canteleu | Blason  | D’argent au chevron de gueules accompagné de trois trèfles de sinople. |
| Blason de Canteleu | Détails | Adopté en 1937.                                                        |

| Blason de Cany-Barville | Blason  | Écartelé : au 1er d'argent à un pommier de sinople fruité de gueules sur une terrasse isolée de sinople, surmonté de deux gerbes du même, au 2e d'azur au cheval d'argent surmonté d'un mouton du même, au 3e d'azur au brochet soutenu d'une anguille, tous deux contournés d'argent, au 4e d'argent au versant de colline de sinople, mouvant du flanc senestre, abaissé à dextre, arboré de sept pièces du même, posé sur une rivière ondée en fasce du champ soutenue d'une terrasse de sinople. |
| Blason de Cany-Barville | Détails | |

| Blason de Catenay | Blason  | D’or à la branche de châtaignier feuillée de trois pièces de sinople et fruitée de trois bogues de tenné accolées 2 et 1. |
| Blason de Catenay | Détails | Armes parlantes. (proximité sonore entre le nom de la commune et le mot "châtaignier")                                    |

| Blason de Caudebec-en-Caux | Blason  | D'azur aux trois saumons d'argent nageant l'un sur l'autre. Ancien blasonnement : D'azur, aux trois éperlans argent. |
| Blason de Caudebec-en-Caux | Détails | |

| Blason de Caudebec-lès-Elbeuf | Blason  | Parti : au 1) de gueules à la faucille contournée et à la branche de gui d’or posées en sautoir, accompagnées en chef d’une lance versée et d’une francisque passées en sautoir brochant sur un bouclier gaulois en bande sommé d’un casque gaulois ailé contourné, le tout aussi d’or, et en pointe d’un dolmen du même chargé de l’inscription en capitales de sable « ESUS » ; au 2) d’azur à la louve allaitant Romulus et Remus, le tout d’or posé sur un socle du même chargé de l’inscription en capitales de sable « ROMA » et surmonté d’une enseigne, d’un faisceau de licteur, d’un glaive et d’une trompe passés en barre, bande, pal et fasce, brochant sur un bouclier rond, le tout d’or. |
| Blason de Caudebec-lès-Elbeuf | Détails | |

| Blason de Cauville-sur-Mer | Blason  | De gueules aux trois épis de blé tigés et feuillés d’or, posés en pal et rangés en fasce, au chef cousu d’azur comportant en son milieu une dent de scie tournée vers la pointe, chargé de deux mouettes volantes et affrontées d’argent accompagnées de trois étoiles aussi d’or. |
| Blason de Cauville-sur-Mer | Détails | * Ces armes emploient le terme « cousu » dans le seul but de contrevenir à la règle de contrariété des couleurs : elles sont fautives (azur sur gueules). |

| Blason de Clasville | Blason  | De sinople au chevron abaissé d’or chargé d’une chaîne aussi de sinople, le maillon central circulaire et plus grand, accompagné en chef dextre d’une roue de moulin et à senestre d’une ancre de marine, le tout d’argent. |
| Blason de Clasville | Détails | Création Denis Joulain validée en décembre 2015. |

| Blason de Claville-Motteville | Blason  | D’or au ballon monté de gueules chargé de deux clés d’or passées en sautoir, la nacelle et les haubans maintenus par deux lions de sable affrontés. |
| Blason de Claville-Motteville | Détails | Armes parlantes. (clés) Création Denis Joulain.Adopté le 22 avril 2011.                                                                             |

| Blason de Cléon | Blason  | Coupé au 1) d’azur aux trois épis de blé d’or issant d’une roue dentée d’argent, au 2) de gueules à l’épée d’argent garnie d’or, pointe en bas, sur un manteau éployé du même. |
| Blason de Cléon | Détails | |

| Blason de Clères | Blason  | D’or à la bande d’azur diaprée du champ, chargée d’un flamant du même posé à plomb. |
| Blason de Clères | Détails | Adopté le 29 avril 1989. Toutefois toutes les représentations oublient le diapré.   |

| Blason de Colleville | Blason  | Coupé: au 1er de gueules à deux léopards d'or, au 2e de sinople à la représentation du territoire de la commune d'or, au listel d'argent chargé de l'inscription « COLLEVILLE » en lettres capitales de sable brochant sur la partition. |
| Blason de Colleville | Détails | Le statut officiel du blason reste à déterminer. |

| Blason de Compainville | Blason  | Coupé ondé: au 1er d'or au lion de Saint-Marc, la tête de face et nimbée de gueules, au 2e de gueules à deux clés d'or passées en sautoir. |
| Blason de Compainville | Détails | |

| Blason de Contremoulins | Blason  | De sinople à trois roues de moulin d’argent; au chef cousu d’azur*, à la couronne de comte d’or brochant sur le trait du chef.                                                                                    |
| Blason de Contremoulins | Détails | * Ces armes emploient le terme « cousu » dans le seul but de contrevenir à la règle de contrariété des couleurs : elles sont fautives (azur sur sinople). Armes parlantes. (couronne de comte et roues de moulin) |

| [[Image:\|Blason à dessiner\|100px]] | Blason  | De gueule à la losange d'argent accostée de deux léopards d'or en chef, à deux besants d'argent, chargé chacun d'une inscription de sable frappé au droit d'un denier du Moyen âge du type bléso-chartrain en flancs sous les léopards et accompagnés en pointe de deux clés renversées et adossées d'or; au chef cousu de sinople chargé du manoir de Grosmesnil en ombre de sable accosté de deux molettes d'or boutonnées d'argent. |
| [[Image:\|Blason à dessiner\|100px]] | Détails | * Il y a là non-respect de la règle de contrariété des couleurs : ces armes sont fautives. Le statut officiel du blason reste à déterminer. |

| Blason de Crasville-la-Mallet | Blason  | De gueules à trois fermaux d’or, à une plume d’écrivain posée légèrement en barre d’argent, brochant sur le tout. |
| Blason de Crasville-la-Mallet | Détails | Création Denis Joulain validée en octobre 2015.                                                                   |

| Blason de Cressy | Blason  | D'argent à la traverse [cotice en barre] de sinople, au lion à la queue fourchue de sable, armé et lampassé de gueules, brochant sur le tout; au chef ondé de gueules chargé à dextre d'une croisette latine d'or et à senestre d'un léopard du même. |
| Blason de Cressy | Détails | Création Jean-Jacques Lartigue. Adopté le 10 décembre 2004. |

| Blason de Criel-sur-Mer | Blason  | D'argent à trois canettes mal ordonnées de gueules. |
| Blason de Criel-sur-Mer | Détails |                                                     |

| Blason de Criquebeuf-en-Caux | Blason  | D’azur au chevron d’argent accompagné, en chef de deux maillets d’or et en pointe d’un paon rouant du même. |
| Blason de Criquebeuf-en-Caux | Détails | |

| Blason de Criquetot-sur-Longueville | Blason  | Parti: au 1er de sinople au faucon d'or, la tête contournée, au 2e de gueules à l'épée basse d'argent posée en barre; le tout au chef d'azur* chargé d'un drakkar d'or, la voile de gueules chargée de deux léopards d'or l'un au dessus de l'autre. * Il y a là non-respect de la règle de contrariété des couleurs : ces armes sont fautives (azur sur sinople-gueules). |
| Blason de Criquetot-sur-Longueville | Détails | Officiel |

| Blason de Criquiers | Blason  | D'argent au créquier arraché au naturel, fruité de pourpre, à la filière d'azur. |
| Blason de Criquiers | Détails | Armes parlantes. Création Francis Pinguet, 2001.                                 |

| Blason de Croisy-sur-Andelle | Blason  | Tiercé en pairle abaissé: au 1er de gueules au léopard d'or, aux 2e et 3e de sinople à l'arbre arraché d'or; au pairle abaissé d'argent brochant sur la partition. |
| Blason de Croisy-sur-Andelle | Détails | Antérieur à 2003. Devise: « Proverbia gradus nostros ducant » (Les proverbes guident nos pas).                                                                     |

| Blason de Cropus | Blason  | D'azur à l'agneau pascal couché d'argent portant une croix haute d'or à l'oriflamme d'argent chargé d'une croisette de gueules; au chef de gueules chargé à dextre de deux léopards d'or armés et lampassés d'azur, l'un au-dessus de l 'autre et à senestre de trois abeilles d'or, 2 et 1. |
| Blason de Cropus | Détails | * Il y a là non-respect de la règle de contrariété des couleurs : ces armes sont fautives (chef de gueules sur azur). Le statut officiel du blason reste à déterminer. |

| Blason de Cuverville | Blason  | Écartelé : au 1) de gueules aux deux léopards d’or, armés et lampassés d’azur, passant l’un sur l’autre ; aux 2) et 3) d'azur aux trois croissants d'or ; au 4) de gueules à la plume d'écrivain légèrement en barre d'or. |
| Blason de Cuverville | Détails | |

Pas d'information pour les communes suivantes : Callengeville, Campneuseville, Canville-les-Deux-Églises, Carville-la-Folletière, Carville-Pot-de-Fer, Le Catelier, Le Caule-Sainte-Beuve, Les Cent-Acres, La Cerlangue, La Chapelle-du-Bourgay, La Chapelle-Saint-Ouen, La Chapelle-sur-Dun, La Chaussée (Seine-Maritime), Cideville Clais, Cleuville, Cléville (Seine-Maritime), Cliponville, Colmesnil-Manneville, Conteville (Seine-Maritime), Crasville-la-Rocquefort, La Crique, Criquetot-le-Mauconduit, Criquetot-l'Esneval, Criquetot-sur-Ouville, Critot, Croixdalle, Croix-Mare, Crosville-sur-Scie, Cuverville-sur-Yères, Cuy-Saint-Fiacre
- Haut – A
- B
- C
- D
- E
- F
- G
- H
- I
- J
- K
- L
- M
- N
- O
- P
- Q
- R
- S
- T
- U
- V
- W
- X
- Y
- Z

## D
| Blason de Dampierre-Saint-Nicolas | Blason  | D'azur à la porte de château du lieu, surmontée de trois losanges rangées en chef, le tout d'or. |
| Blason de Dampierre-Saint-Nicolas | Détails | Le statut officiel du blason reste à déterminer.                                                 |

| Blason de Dancourt | Blason  | D'azur à la bande d'argent chargée de trois tourteaux de gueules, accompagnée de deux croissants aussi d'argent. |
| Blason de Dancourt | Détails | |

| Blason de Darnétal | Blason  | De gueules à la rivière en fasce ondée d’argent accompagnée en chef de deux roues d’engrenage du même et en pointe d’un tampon d’imprimeur accosté à dextre d’une navette à tisser avec sa bobine passées en sautoir et à senestre d’une navette à drap avec son chardon passés en sautoir, le tout d’or. |
| Blason de Darnétal | Détails | Attribué par décret impérial du 9 juin 1869, modifié le 28 juillet 1885. |

| Blason de Derchigny | Blason  | De sinople à la barre d'argent, accompagnée en chef du château du lieu d'or, et en pointe d'une feuille de caféier du même mise en barre. |
| Blason de Derchigny | Détails | Créé par le Conseil Français d’Héraldique. Adopté le 27 juin 1995.                                                                        |

| Blason de Déville-lès-Rouen | Blason  | D’azur au manoir normand d’argent maçonné de sable, sur des ondes du champ mouvant de la pointe, à la crosse contournée d’or brochant sur le tout, à l’agneau regardant aussi d’argent, la tête nimbée du même, brochant en chef sur la crosse, au chef cousu de gueules chargé d’une roue dentée de 16 pièces aussi d’or accostée de quatre navettes d’argent en sautoir 2 à 2. |
| Blason de Déville-lès-Rouen | Détails | * Ces armes emploient le terme « cousu » dans le seul but de contrevenir à la règle de contrariété des couleurs : elles sont fautives (gueules sur azur). |

| Blason de Dieppe | Blason  | Parti d'azur et de gueules au navire de trois mâts d'argent, voiles ferlées, gréé et pavillonné du même, brochant sur le tout. |
| Blason de Dieppe | Détails | |

| Blason de Doudeville | Blason  | D'azur à la barre d'argent, à trois sacs de blé d'or, celui de la pointe brochant sur une faucille du même posée en fasce ; au chef cousu de gueules chargé de trois abeilles d'or. |
| Blason de Doudeville | Détails | * Ces armes emploient le terme « cousu » dans le seul but de contrevenir à la règle de contrariété des couleurs : elles sont fautives (gueules sur azur). 15 août 1898.             |

| Blason de Drosay | Blason  | De gueules à la divise d’argent accompagnée en chef d’une coquille d’argent accostée de deux molettes d’éperon d’or ; en pointe d’un cheval passant aussi d’argent. |
| Blason de Drosay | Détails | Création Denis Joulain, septembre 2015. |

| Blason de Duclair | Blason  | Coupé: au 1er parti au I d'azur à l'oie contournée en vol d'argent, au II d'argent au pommier de sinople, fruité de gueules, fûté de sable et posé sur une terrasse herbeuse de sinople, au 2e d'azur à trois poissons contournés d'argent. |
| Blason de Duclair | Détails | |

Pas d'information pour les communes suivantes : Dampierre-en-Bray, Daubeuf-Serville, Dénestanville, Doudeauville (Seine-Maritime), Douvrend
- Haut – A
- B
- C
- D
- E
- F
- G
- H
- I
- J
- K
- L
- M
- N
- O
- P
- Q
- R
- S
- T
- U
- V
- W
- X
- Y
- Z

## E
| Blason de Écalles-Alix | Blason  | Écartelé d'argent et de gueules: au 1er au lion d'azur, au 2e à la fleur de lis d'or, au 3e au fruit de grenade tigé et feuillé d'or, ouvert du champ, au 4e au tourteau d'azur. |
| Blason de Écalles-Alix | Détails | Création Conseil Français d'Héraldique. Adopté le 10 novembre 2011. |

| Blason de Écretteville-lès-Baons | Blason  | D’argent à l’étai de gueules, accompagné en chef de 2 merlettes, et en pointe d’une balance, le tout de sable ; au chef d’azur chargé d’un croissant accosté de 2 molettes, le tout d’or. |
| Blason de Écretteville-lès-Baons | Détails | Adopté en 2008. |

| Blason de Ectot-l'Auber | Blason  | Tiercé en pairle renversé: au 1er d'azur au frêne d'or, au 2e d'argent au peuplier au naturel, au 2e de gueules à deux léopards d'or, armés et lampassés d'azur, l'un au-dessus de l'autre et accompagnés en pointe d'une burelle ondée d'argent. |
| Blason de Ectot-l'Auber | Détails | Créé par JF Binon. Site Internet de la commune, 2025. |

| Blason de Elbeuf | Blason  | Parti, au premier d'or à la croix patriarcale de gueules, posée sur une terrasse de sinople, supportant une vigne du même fruitée de pourpre, au second d'azur à une ruche d'or posée sur une terrasse de sinople, entourée d'abeilles sans nombre aussi d'or. |
| Blason de Elbeuf | Détails | Adopté en 1842. |

| Blason de Elbeuf-sur-Andelle | Blason  | Coupé ondé mi parti en chef : au 1 de gueules à deux léopards d'or, armés et lampassés d'azur l'un au-dessus de l'autre, au 2 d'argent à deux roseaux à massettes, chacun fleuri de deux pièces au naturel, au 3 d'azur à trois truites d'argent. |
| Blason de Elbeuf-sur-Andelle | Détails | Créé par JF Binon. Page Commune 2021 |

| Blason de Életot | Blason  | Tranché d'azur et de gueules, à la crosse d'abbé d'or brochant sur la partition, accompagnée en chef d'une coquille et en pointe d'un vase romain, le tout d'argent. |
| Blason de Életot | Détails | |

| Blason de Émanville | Blason  | De gueules au chêne au naturel, posé sur un talus de sinople, adextré d'une crosse d'or penchée à dextre et tenue par un ours passant de sable chargeant le talus, senestré d'une épée abaissée d'argent garnie d'or penchée à senestre; à huit épis de blé, les tiges arrondies réunies en pointe, quatre à dextre et quatre à senestre. |
| Blason de Émanville | Détails | Adopté le 14 décembre 2011. |

| Blason de Envermeu | Blason  | De gueules à l'once d'or, la tête de face. |
| Blason de Envermeu | Détails |                                            |

| Blason de Épouville | Blason  | D'or au chevron de gueules chargé en cœur d'une fleur de lis du champ, accompagné en chef de deux molettes d'azur et en pointe d'une roue de moulin d'argent ; au chef d'azur chargé d'un lézard d'argent de profil, la queue rabattue. |
| Blason de Épouville | Détails | |

| Blason de Épretot | Blason  | Écartelé: au 1er d'argent à l'arbre de sinople, aux 2e et 3e de gueules plain, au 4e d'argent à la botte de sable; à la barre d'or brochant sur le tout, chargée d'une cloche de gueules, posée à plomb, bataillée d'azur et accompagnée de deux angemmes du même. |
| Blason de Épretot | Détails | Enregistré par le Conseil Français d'Héraldique en 1989. |

| Blason à dessiner | Blason  | Divisé en chevron: au 1er d'azur au listel d'or chargé de l'inscription « ESCLAVELLES » de sable, au 2e de gueules au léopard d'or, armé et lampassé d'azur; au chevron d'argent brochant sur la partition; à deux paires de menottes de sable affrontées et posées en barre à dextre et en bande à senestre, les bracelets supérieurs ouverts, brochant sur le tout. |
| Blason à dessiner | Détails | Le statut officiel du blason reste à déterminer. |

| Blason de Esteville | Blason  | De gueules au chevron accompagné en chef de deux besants et en pointe d’une tête de daim, le tout d’argent, au chef d’or chargé d’un château de gueules accosté de deux trèfles de sinople. |
| Blason de Esteville | Détails | Adopté le 10 décembre 2002. |

| Blason de Étainhus | Blason  | De gueules au chevron d'or, maçonné de sable, accompagné en chef de deux coquilles d'or, et en pointe de deux clefs d'argent passées en sautoir; au chef d'or chargé d'un drakkar contourné de sable. |
| Blason de Étainhus | Détails | Devise: « leve i steinhus » (vivre à Etainhus). |

| Blason de Étoutteville | Blason  | Burelé d'argent et de gueules, au lion de sable armé, lampassé et couronné d'or, brochant. |
| Blason de Étoutteville | Détails | Armes de Robert II d'Estouteville.                                                         |

| Blason de Étretat | Blason  | De sinople aux deux clefs d'argent passées en sautoir, au chef cousu d'azur chargé de trois coquilles d'or . |
| Blason de Étretat | Détails | * Ces armes emploient le terme « cousu » dans le seul but de contrevenir à la règle de contrariété des couleurs : elles sont fautives (azur sur sinople). Devise: « semper apertae sunt meae portae » (mes portes sont toujours ouvertes). |

| Blason de Eu | Blason  | D'argent, au lion passant de gueules. |
| Blason de Eu | Détails |                                       |

Pas d'information pour les communes suivantes : Écrainville, Écretteville-sur-Mer, Ectot-lès-Baons, Elbeuf-en-Bray, Ellecourt, Envronville, Épinay-sur-Duclair, Épreville, Ermenouville, Ernemont-la-Villette, Ernemont-sur-Buchy, Eslettes, Estouteville-Écalles, Étaimpuis, Étalleville, Étalondes
- Haut – A
- B
- C
- D
- E
- F
- G
- H
- I
- J
- K
- L
- M
- N
- O
- P
- Q
- R
- S
- T
- U
- V
- W
- X
- Y
- Z

## F
| Blason de Fallencourt | Blason  | De sinople à deux cotices ondées abaissées d'argent ; au franc-quartier de gueules chargé de deux clefs d'or passées en sautoir, à une épée basse d'argent brochante.                                                                                               |
| Blason de Fallencourt | Détails | Le champ de sinople évoque l'agriculture, les ondes sont pour l'Yères qui arrose la commune, enfin les clefs et l'épée sont les attributs de saint Pierre & saint Paul, patrons de la paroisse locale. Création de Jean-François Binon, adoptée le 11 février 2021. |

| Blason de Fauville-en-Caux | Blason  | Parti de gueules et d’argent au cœur aussi d’argent sommé d’un coq issant d’azur avec un panache en forme de croissant versé aussi de gueules, le tout brochant en abîme sur la partition. |
| Blason de Fauville-en-Caux | Détails | Antérieur à 1976 |

| Blason de Fécamp | Blason  | De sinople aux trois tentes d’argent ouvertes du champ, celle de la pointe plus haute, au chef cousu d’azur chargé d’un faucon essorant, tenant dans ses serres une corne d’abondance, d’où s’échappent des graines brochant sur le champ, le tout d’argent. |
| Blason de Fécamp | Détails | * Ces armes emploient le terme « cousu » dans le seul but de contrevenir à la règle de contrariété des couleurs : elles sont fautives (azur sur sinople). Adopté le 30 mai 1790.                                                                             |

| Blason de La Ferté-Saint-Samson | Blason  | D'or au loup courant de sable accompagné, en chef à dextre, d'une tour carrée du même ajourée du champ et posée à senestre d'une terrasse alésée de sable, en chef à senestre, d'une pomme de gueules feuillée de deux pièces de sinople et en pointe de la date 1871 de sable; au chef de sable chargé de trois bidons à lait d'argent. |
| Blason de La Ferté-Saint-Samson | Détails | |

| Blason de La Feuillie | Blason  | D'azur à la représentation du village avec son clocher en aiguille d'argent agrémenté d'arbres de sinople, accompagné en chef, à dextre, d'une tête de cerf contournée, à senestre, d'un casque normand à nasal, taré de profil et soutenu d'une épée basse, le tout d'argent; au chef de sinople plain soutenu d'un filet d'or. |
| Blason de La Feuillie | Détails | Création Loïc Patin. |

| Blason de La Folletière | Blason  | Écartelé: au 1er de gueules à deux léopards d’or, l'un au-dessus de l'autre, au 2e d’azur à l'arbre d’or, au 3e d’azur au colombier d’or, au 4e d’azur à la bande d’argent et au sanglier contourné de sable brochant. |
| Blason de La Folletière | Détails | Création Jacques Unberkandt, vers 2005. |

| Blason de Fongueusemare | Blason  | D’azur aux deux crosses d’abbé d’argent passées en sautoir, cantonnées en chef d’une gerbe liée de trois épis de blé, aux flancs et en pointe de trois pignons de granges dîmières, le tout d’or. |
| Blason de Fongueusemare | Détails | |

| Blason de Fontaine-en-Bray | Blason  | Coupé : au 1er parti au I de gueules à deux léopards d'or, armés et lampassés d'azur l'un sur l'autre, au II d'azur à trois fasces ondées d'argent, au 2d de sinople à sept épis de blé, empoignés en éventail et liés de gueules. |
| Blason de Fontaine-en-Bray | Détails | Le statut officiel du blason reste à déterminer. |

| Blason de Fontaine-la-Mallet | Blason  | Tranché: au 1er d'or à trois fermaux de gueules posés en orle, au 2e de gueules à deux léopards d'or rangés en bande ; à la bande ondée d'azur brochant sur la partition et chargée en pointe d'un bouquet de trois épis de blé d'or posé en bande. |
| Blason de Fontaine-la-Mallet | Détails | Devise: « aqua fons vitae » (eau, source de vie). Création Jacques Pilon. Homologuées le 15 juillet 1985. |

| Blason de Fontaine-le-Bourg | Blason  | Écartelé : au 1) de gueules à la mitre d’or, au 2) d’or à l’automobile Delamarre-Deboutteville de sinople, au 3) d’or à la navette de tisserand de sinople posée en bande, au 4) de gueules au lion d’or, le tout dans une bordure componée d’argent et de sable. |
| Blason de Fontaine-le-Bourg | Détails | |

| Blason de Fontaine-le-Dun | Blason  | D’azur à l’épée d’argent, accostée de deux croissants du même surmontés chacun d’un fer de lance d’or, au chef cousu de gueules chargé d’une croix aussi d’argent.                                                     |
| Blason de Fontaine-le-Dun | Détails | * Ces armes emploient le terme « cousu » dans le seul but de contrevenir à la règle de contrariété des couleurs : elles sont fautives (gueules sur azur). Devise: « venite et aparietur vobis » (soyez les bienvenus). |

| Blason de Fontenay | Blason  | Écartelé : au 1) et au 4) d’argent à la fontaine de deux bassins jaillissante d’azur, au 2) et au 3) d’azur aux deux fasces d’or ; à la barre de gueules chargé de trois besants d’or brochant sur le tout. |
| Blason de Fontenay | Détails | Armes parlantes. (fontaines) |

| Blason de Forges-les-Eaux | Blason  | De gueules à la fasce d'or, chargée d'une enclume de sable, et accompagnée de douze marteaux de sable, posés en fasce, la panne en bas et rangés deux par deux en quinconce, six en chef et six en pointe. |
| Blason de Forges-les-Eaux | Détails | * Il y a là non-respect de la règle de contrariété des couleurs : ces armes sont fautives (sable sur gueules). Armes parlantes. (enclume) Devise: « ferro et aqua » (par le fer et par l’eau).             |

| Blason de Franqueville-Saint-Pierre | Blason  | D’azur au chevron d’or, accompagné en chef de deux coqs affrontés du même et en pointe d’une tour d’argent. |
| Blason de Franqueville-Saint-Pierre | Détails | Adopté le 26 mai 1987                                                                                       |

| Blason de La Frénaye | Blason  | D’argent à l’esquisse du Pays de Caux, accompagné d’une ombre de mouette contournée en vol et brochante, le tout d’azur ; au chef de gueules chargé de deux léopards d’or, accostés de deux branches de frêne de sinople, celle de dextre posée en bande, celle de senestre posée en barre. |
| Blason de La Frénaye | Détails | * Ces armes emploient le terme « cousu » dans le seul but de contrevenir à la règle de contrariété des couleurs : elles sont fautives (sinople sur gueules). Armes parlantes. (branches de frêne)                                                                                           |

| Blason de Fresquiennes | Blason  | D'azur au chevron d'or accompagné en chef de deux étoiles et en pointe d'un renard passant, le tout du même. |
| Blason de Fresquiennes | Détails | Adopté le 10 janvier 2017.                                                                                   |

| Blason de Fréville | Blason  | De gueules à deux bâtons en sautoir d’or accompagnés aux flancs de deux léopards rampants du même maintenant les bâtons, en chef d’une cloche senestrée de son battant extérieur, le tout d’or, et en pointe d’un château d’eau d’argent. |
| Blason de Fréville | Détails | |

| Blason de Frichemesnil | Blason  | D’or à la fasce d’azur diaprée de sable et du champ, accompagnée en chef d’un léopard de gueules armé et lampassé d‘azur.                                                                                |
| Blason de Frichemesnil | Détails | * Ces armes emploient le terme « cousu » dans le seul but de contrevenir à la règle de contrariété des couleurs : elles sont fautives (sable sur azur). Création Denis Joulain. Adopté en novembre 2011. |

| Blason de Froberville | Blason  | D’azur au chevron d’argent accompagné en chef de deux têtes de léopard d’or et en pointe d’un roc d’échiquier du même. |
| Blason de Froberville | Détails | Créé par le Conseil Français d'Héraldique, 2000.                                                                       |

Pas d'information pour les communes suivantes : Ferrières-en-Bray, Fesques, Flamanville (Seine-Maritime), Flamets-Frétils, Flocques, Fontaine-sous-Préaux, La Fontelaye, Le Fossé, Foucarmont, Foucart, Fréauville, Freneuse (Seine-Maritime), Fresles, Fresnay-le-Long, Fresne-le-Plan, Fresnoy-Folny, Freulleville, Fry (Seine-Maritime), Fultot
- Haut – A
- B
- C
- D
- E
- F
- G
- H
- I
- J
- K
- L
- M
- N
- O
- P
- Q
- R
- S
- T
- U
- V
- W
- X
- Y
- Z

## G
| Blason de Ganzeville | Blason  | D’argent au chevron de gueules chargé d’une rose d’or, accompagné en chef de deux losanges d’azur et en pointe d’un alérion aussi de gueules. |
| Blason de Ganzeville | Détails | |

| Blason de Gerponville | Blason  | D’or à la bande de gueules frettée d’argent, accompagné en chef d’un lion d’azur et en pointe d’un coq contourné du même, au chef d’azur chargé d’une croix potencée d’or accostée de deux billets de banque d’argent. |
| Blason de Gerponville | Détails | |

| Blason de Gerville | Blason  | D’argent à la bande d’azur chargée de trois molettes d’or, accompagnée de deux bonnets phrygiens de gueules. |
| Blason de Gerville | Détails | |

| Blason de Goderville | Blason  | Palé d’or et d’azur de six pièces, au chef de gueules chargé de trois merlettes d’argent. |
| Blason de Goderville | Détails |                                                                                           |

| Blason de Gommerville | Blason  | D’or à la tour de gueules, ouverte et ajourée du champ, au chef d’azur chargé d’une colombe accostée des lettres G et V capitales, le tout d’argent. |
| Blason de Gommerville | Détails | Adopté le 5 février 1998. |

| Blason de Gonfreville-Caillot | Blason  | D’azur au chevron accompagné en chef de deux cailles affrontées et en pointe d’une tête de griffon arrachée, le tout d’or. |
| Blason de Gonfreville-Caillot | Détails | Armes parlantes. (cailles)                                                                                                 |

| Blason de Gonfreville-l'Orcher | Blason  | De gueules à la raffinerie soutenue de deux épis de blé, les tiges passées en sautoir, le tout dessiné au trait d’argent. |
| Blason de Gonfreville-l'Orcher | Détails | |

| Blason de Gonneville-la-Mallet | Blason  | De gueules à trois fermaux d’or |
| Blason de Gonneville-la-Mallet | Détails |                                 |

| Blason de Gonneville-sur-Scie | Blason  | D'argent à la tête de loup arrachée de sable accostée de deux flèches tombantes de gueules ; au chef vivré d'azur chargée d’une roue de moulin d'or accostée de deux fleurs de lys du même.                                                   |
| Blason de Gonneville-sur-Scie | Détails | La tête de loup évoque leur présence passée dans le pays de Caux. Pêcheries et moulins sont attestés sur les rives de la Scie, elle-même évoquée par jeu de mots par les dentelures du chef. Le statut officiel du blason reste à déterminer. |

| Blason de Gonzeville | Blason  | D'argent au chêne de sinople; mantelé de gueules chargé de deux fleurs de lin d'argent remplies d'azur; à l'étai d'azur brochant sur la partition. |
| Blason de Gonzeville | Détails | Création Robert Nida et Denis Joulain. Adopté le 6 juin 2013.                                                                                      |

| Blason de Gournay-en-Bray | Blason  | De sable au cavalier armé et contourné d'argent, caparaçonné d'hermines et tenant de la main dextre une lance d'argent, surmonté d'une fleur de lis d'or . |
| Blason de Gournay-en-Bray | Détails | |

| Blason de Gouy | Blason  | Coupé : au 1) d’argent aux deux clefs de sable passées en sautoir, au 2) d’azur aux trois pains d’or posés en pal. |
| Blason de Gouy | Détails | Devise: « Gouy y est ». Création M Blin, maire de Gouy.                                                            |

| Blason de Grainville-la-Teinturière | Blason  | Écartelé: aux 1er et 4e d’azur à la croisette recroisetée d’or, aux 2e et 3e de gueules à la coquille d’or; sur le tout, d’argent au lion de sable. |
| Blason de Grainville-la-Teinturière | Détails | Adopté le 10 février 2012. |

| Blason de Grainville-Ymauville | Blason  | D’azur au chevron d’argent accompagné en pointe d’une gerbe de six épis d’or mis en éventail ; au chef aussi d’argent chargé de trois roses de gueules tigées et feuillées de sinople. |
| Blason de Grainville-Ymauville | Détails | |

| Blason de Grand-Camp | Blason  | Écartelé: au 1er de gueules au léopard d’or, 2e d’argent au fermail d’azur, au 3e d'argent à la rose de gueules, au 4e de gueules à la lyre d’or. |
| Blason de Grand-Camp | Détails | Adopté le 4 novembre 2011. |

| Blason de Grand-Couronne | Blason  | Coupé : au 1) mi parti au I de gueules au léopard d’or et au II d’azur à la couronne d’or, au 2) mi parti au I d’azur à la barque d’or sur trois ondes d’argent, avec une chaîne du même en barre mouvant du flanc dextre et au II de gueules à la roue dentée d’argent mouvant du chef. |
| Blason de Grand-Couronne | Détails | Armes parlantes. (couronne) Création : André Hardy, adoptée le 12 juillet 1957. |

| Blason de Le Grand-Quevilly | Blason  | De gueules à la fasce cousue de sable chargée d'une coquille accostée de deux croisettes tréflées au pied fiché, le tout d'argent, accompagnée en chef d'un léopard d'or, et en pointe d'une cheville aussi d'or.       |
| Blason de Le Grand-Quevilly | Détails | * Ces armes emploient le terme « cousu » dans le seul but de contrevenir à la règle de contrariété des couleurs : elles sont fautives (sable sur gueules). Armes parlantes. (cheville) Création : Mireille Louis, 1969. |

| Blason de Les Grandes-Ventes | Blason  | Écartelé: aux 1er et 4e de sinople à la bande d'argent chargée de cinq losanges aboutées d’azur et accompagnée de deux étoiles d'or, aux 2e et 3e d'argent à deux fasces de gueules. |
| Blason de Les Grandes-Ventes | Détails | Adopté le 15 juillet 2002. |

| Blason de Grèges | Blason  | Parti de gueules et de sinople au bâton écoté d’argent, brochant sur la partition et mouvant du chef et de la pointe, accosté de quatre fleurs de lys d’or. |
| Blason de Grèges | Détails | Adopté en 1998. |

| Blason de Grémonville | Blason  | D’azur au chevron d’argent chargé d’une fleur de lys de gueules soutenue de deux molettes d’éperon du même posées à plomb, accompagné en chef de deux têtes de léopard d’or et en pointe d’un coq du même. |
| Blason de Grémonville | Détails | Adopté en 2003. |

| Blason de Greny | Blason  | De sinople au chevron d’argent accompagné en chef de deux gerbes et en pointe d’un arbre, le tout d’or, au chef du même chargé d’un léopard de gueules. |
| Blason de Greny | Détails | |

| Blason de Gruchet-le-Valasse | Blason  | Mi-parti : au 1) de gueules aux trois léopards d’or passant l’un sur l’autre, au 2) d’or à l’aigle bicéphale couronnée d’azur. |
| Blason de Gruchet-le-Valasse | Détails | Armes de l'abbaye de Valasse.                                                                                                  |

| Blason de Gruchet-Saint-Siméon | Blason  | Écartelé : au 1) et au 4) d’azur à la croix alésée d’or, au deuxième d’argent au lion couronné de gueules, au 3) d’argent à l’aigle bicéphale de gueules. |
| Blason de Gruchet-Saint-Siméon | Détails | |

| Blason de Guerville | Blason  | D'or à la croix ancrée de gueules.               |
| Blason de Guerville | Détails | Le statut officiel du blason reste à déterminer. |

| Blason de Gueutteville-les-Grès | Blason  | De gueules à la crosse d’or et au marteau de carrier du même passés en sautoir, cantonnés en chef et en pointe de deux flanchis et aux flancs de deux cloches le tout d’argent. |
| Blason de Gueutteville-les-Grès | Détails | Adopté en 2007 |

| Blason de Guilmécourt | Blason  | Écartelé : au 1) d’argent au maillet de sinople, au 2) et au 3) d’azur étincelé d’or, au lion brochant d’argent, au 4) d’argent à la pomme de pin de sinople. |
| Blason de Guilmécourt | Détails | Conflit héraldique : au 2) et au 3), le dessin ne présente pas un étincelé mais un étoilé.                                                                    |

Pas d'information pour les communes suivantes : La Gaillarde, Gaillefontaine, Gainneville, Gancourt-Saint-Étienne, Glicourt, Gonnetot, Gouchaupre, Goupillières (Seine-Maritime),, Graimbouville, Grainville-sur-Ry, Grandcourt (Seine-Maritime), Graval, Greuville, Grigneuseville, Grugny, Grumesnil, Gueures, Gueutteville
- Haut – A
- B
- C
- D
- E
- F
- G
- H
- I
- J
- K
- L
- M
- N
- O
- P
- Q
- R
- S
- T
- U
- V
- W
- X
- Y
- Z

## H
| Blason de La Hallotière | Blason  | D'or à trois arbres rangés en fasce, ceux des flancs de sinople, celui du centre d'argent brochant sur les deux autres, tous trois fûtés au naturel, soutenus d'une rivière ondée d'azur; au chef parti au 1er d'azur à la roue de moulin au naturel, au 2e de sinople à l'enclume d'argent. |
| Blason de La Hallotière | Détails | Adopté le 24 avril 1999. |

| Blason de Le Hanouard | Blason  | De gueules à la bande ondée d’argent chargé de trois roues de moulin de sable, accompagnée, en chef d’un pommier d’or et en pointe, d’un léopard du même armé et lampassé d’azur. |
| Blason de Le Hanouard | Détails | |

| Blason de Harfleur | Blason  | D'azur au navire de trois-mâts et château arrière pavillonnés, les voiles ferlées, le tout d'argent sur une mer du même. |
| Blason de Harfleur | Détails | |

| Blason de Hattenville | Blason  | De gueules à la truelle d’argent posée en bande, mantelé du même chargé d’une balance de sable, au chef d’azur chargé d’un lion d’or accosté de deux molettes du même. |
| Blason de Hattenville | Détails | |

| Blason de Hautot-l'Auvray | Blason  | De sinople à un écusson d’or chargé d’une croix latine pattée de sable mouvant d’un mont de trois coupeaux du même, le fût brochant sur une lettre S majuscule accostée de deux fleurs de lys le tout aussi de sable, ledit écusson soutenu de deux bouquets de deux épis de blé feuillés posés en bande et barre ; mantelé d’argent à deux vaches arrêtées affrontés au naturel ; au chef de gueules à un léopard d’or armé et lampassé d’azur. |
| Blason de Hautot-l'Auvray | Détails | Création Denis Joulain ; validée le 22 sept. 2015. |

| Blason de Hautot-le-Vatois | Blason  | D’argent à trois perroquets passants contournés de sinople, becqués et membrés de gueules, regardant vers dextre. |
| Blason de Hautot-le-Vatois | Détails | Armes pleines de la famille Deschamps de Boishébert et de Raffetot.                                               |

| Blason de Hautot-Saint-Sulpice | Blason  | D’azur à la barre d'argent, accompagnée en chef d'un crosseron d'or, et en pointe d'une navette de tisserand du même posée en barre; au chef aussi d'azur chargé d'une feuille d'érable d'or tigée vers dextre. |
| Blason de Hautot-Saint-Sulpice | Détails | |

| Blason de Hautot-sur-Mer | Blason  | De sinople à sept vergettes retraites aiguisées d'argent, au comble du même, au lion d'or brochant sur le tout, le tout enfermé dans une filière d'argent. |
| Blason de Hautot-sur-Mer | Détails | |
| Blason de Hautot-sur-Mer | Alias   | De sinople au chef d’argent, au lion d’or brochant sur le tout.                                                                                            |

| Blason de Hautot-sur-Seine | Blason  | De gueules au chevron d’or, accompagné en chef de deux épis de blé du même et en pointe d’un trèfle d’argent. |
| Blason de Hautot-sur-Seine | Détails | |

| Blason de Le Havre | Blason  | De gueules à la salamandre d'argent couronnée d'or sur un brasier du même, au chef cousu d'azur chargé de trois fleurs de lys d'or, au franc-canton cousu de sable chargé d'un lion d'or armé et lampassé de gueules. |
| Blason de Le Havre | Détails | |

| Blason de Héricourt-en-Caux | Blason  | D'azur au pal diminué ondé d'argent, chargé de trois grenades de sinople ouvertes de gueules, accosté de quatre crosserons [têtes de crosse] d'argent, l'un au-dessus de l'autre, ceux de senestre contournés. |
| Blason de Héricourt-en-Caux | Détails | Création Martial Crespeau et Denis Joulain. Adopté le 21 juin 2013. |

| Blason de Hermanville | Blason  | D'argent à la fasce d’azur diaprée d'or enfermant dans trois cercles une aigle entre deux lions, le tout du même, accompagnée de trois roses de gueules. |
| Blason de Hermanville | Détails | |

| Blason de Hermeville | Blason  | Écartelé au 1) de gueules au colombier d’or, au 2) d’azur à la colombe essorante contournée d’argent, au 3) d’azur à l’épée d’argent garnie d’or, mise en barre, accompagnée en chef d’un heaume aussi d’argent, au 4) de gueules à la gerbe d’or liée de sable. |
| Blason de Hermeville | Détails | |

| Blason de Heurteauville | Blason  | D’argent à la croix en filet d’azur, cantonnée au 1er d’un écusson de gueules à deux léopards d’or l’un au-dessus de l’autre, au 2e d’une pomme d’or ombrée de gueules, feuillée de sinople et surmontée de deux grappes de deux cerises de gueules, chacune feuillée de deux pièces de sinople, au 3e d’une chapelle d’or terrassée de sinople, au 4e de deux bacs de sinople, équipés de gueules, posés sur une jumelle ondée alésée d’azur et rangés en pal; le tout enfermé dans une filière d’azur. |
| Blason de Heurteauville | Détails | |

| Blason à dessiner | Blason  | De gueules au chevron d'or accompagné en chef d'une mitre d'azur à dextre et d'une aigle du même à senestre et d'une fleur de lis d'or en pointe. |
| Blason à dessiner | Détails | * Il y a là non-respect de la règle de contrariété des couleurs : ces armes sont fautives. Présenté officiellement le 11 février 2024.            |

| Blason de Houppeville | Blason  | D'or à la bande de gueules chargée en chef d'un léopard d'or et en pointe d'une fleur de lis du même; à l'arbre arraché de sinople brochant sur le tout. |
| Blason de Houppeville | Détails | Création M. Le Comte d'Adurel de Condé. Adopté le 27 novembre 1987                                                                                       |

| Blason de La Houssaye-Béranger | Blason  | D’or à la fasce dentelée de sinople chargée d’un lion d’argent, accompagnée en chef de deux moulins à vent de gueules et en pointe d’une branche de houx aussi de sinople fruitée de trois pièces aussi de gueules posée en fasce. |
| Blason de La Houssaye-Béranger | Détails | Armes parlantes. (branche de houx) Création par le Conseil Français d’Héraldique, 2007. |

| Blason de Hugleville-en-Caux | Blason  | Tiercé en pairle: au 1er de gueules à deux léopards d'or, armés et lampassés d'azur, l'un au-dessus de l'autre, au 2e de sinople à la feuille de chêne d'orangé accolée à deux épis de blé tigés et feuillés d'or, ployés vers les flancs, le tout lié d'azur, au troisième d'or à la lettre gothique H de sable. |
| Blason de Hugleville-en-Caux | Détails | Création Jean-François Binon, modifié par la commune. |

Pas d'information pour les communes suivantes : Harcanville, Harfleur, Haucourt (Seine-Maritime), Haudricourt, Haussez, La Haye (Seine-Maritime), Héberville, Hénouville, Le Héron, Héronchelles, Heugleville-sur-Scie, Heuqueville (Seine-Maritime), Hodeng-au-Bosc, Houdetot, Le Houlme, Houquetot
- Haut – A
- B
- C
- D
- E
- F
- G
- H
- I
- J
- K
- L
- M
- N
- O
- P
- Q
- R
- S
- T
- U
- V
- W
- X
- Y
- Z

## I
| Blason de Incheville | Blason  | D’azur à la roue à cliquet d’argent, au chef cousu de gueules chargé d’un léopard d’or armé et lampassé d’azur.                                           |
| Blason de Incheville | Détails | * Ces armes emploient le terme « cousu » dans le seul but de contrevenir à la règle de contrariété des couleurs : elles sont fautives (gueules sur azur). |

| Blason de Ingouville | Blason  | D'azur au chevron d'argent chargé d'une fleur de lin du champ boutonnée du second, accompagné en chef d'une étoile rayonnante d'argent et d'une coquille renversée du même, et, en pointe, de trois étoiles mal ordonnées d'or. |
| Blason de Ingouville | Détails | Création Denis Joulain. Adopté le 17 février 2012. |

| Blason de Intraville | Blason  | D’or à la fasce de gueules chargée d’une épée d’argent, la pointe à senestre, accompagnée de trois flèches tombantes d’azur. |
| Blason de Intraville | Détails | |

Pas d'information pour les communes suivantes : Les Ifs, Illois, Imbleville, Isneauville
- Haut – A
- B
- C
- D
- E
- F
- G
- H
- I
- J
- K
- L
- M
- N
- O
- P
- Q
- R
- S
- T
- U
- V
- W
- X
- Y
- Z

## J
| Blason de Jumièges | Blason  | D’azur à la croix d’or, cantonnée de quatre clefs adossées d’argent. |
| Blason de Jumièges | Détails |                                                                      |

Pas d'information pour les communes suivantes : Jabreilles-les-Bordes, Janailhac, La Jonchère-Saint-Maurice, Jourgnac
- Haut – A
- B
- C
- D
- E
- F
- G
- H
- I
- J
- K
- L
- M
- N
- O
- P
- Q
- R
- S
- T
- U
- V
- W
- X
- Y
- Z

## L
| Blason de Lammerville | Blason  | Écartelé au 1) burelé d’argent et de gueules au lion de sable brochant sur le tout, au 2) d’azur aux trois chaussures de sable, au 3) d’argent aux trois marteaux de gueules, au 4) d'azur aux trois têtes d’aigle d’argent. |
| Blason de Lammerville | Détails | * Il y a là non-respect de la règle de contrariété des couleurs : ces armes sont fautives (chaussures de sable sur champ d'azur).                                                                                            |

| Blason de Lanquetot | Blason  | De gueules aux deux gerbes mises en fasce, accompagnées en chef de deux léopards affrontés et en pointe de deux navettes de tisserand passées en sautoir, le tout d’or. |
| Blason de Lanquetot | Détails | |

| Blason de Lillebonne | Blason  | De gueules à deux fasces d'or. |
| Blason de Lillebonne | Détails |                                |

| Blason de Lindebeuf | Blason  | Coupé : au 1er parti au I de gueules à une flamme d'or, au II d'argent à la terrasse de sinople, à un tilleul arraché au naturel brochant, au 2d d'azur à trois marteaux d'or rangés en fasce. |
| Blason de Lindebeuf | Détails | Le statut officiel du blason reste à déterminer. |

| Blason de Lintot | Blason  | D’argent au chevron d’azur chargé d’une merlette d’or, accompagné en chef de deux léopards de gueules et en pointe d’une aigle aussi d’azur. |
| Blason de Lintot | Détails | Le statut officiel du blason reste à déterminer.                                                                                             |

| Blason de Loges (Les) | Blason  | D'argent à cinq trangles de gueules. |
| Blason de Loges (Les) | Détails | Inspiré des armes de la famille d'Estouteville, qui posséda la seigneurie des Loges pendant près de huit siècles. Le statut officiel du blason reste à déterminer. |

| Blason de La Londe | Blason  | Écartelé: aux 1er et 4e d'azur à la bande d'argent chargée de cinq losanges aboutées de gueules et accompagnée de deux molettes d'or, aux 2e et 3e d'argent à deux fasces de gueules. |
| Blason de La Londe | Détails | |

| Blason de Longueil | Blason  | Tiercé en fasce: au 1er d'or à deux roses de gueules, au 2e de gueules au croissant d'argent accosté de deux étoiles du même, au 3e d'azur à la rose d'argent. |
| Blason de Longueil | Détails | Création Marcel Aconin à l’initiative de Michel Rousselin, alors Maire de la commune (1988).                                                                   |

| Blason de Longuerue | Blason  | De gueules à la fasce d'argent chargée d'une étoile d'azur, accompagnée en chef de deux léopards d'or armés et lampassés d'azur et en pointe de trois croissants d'or. |
| Blason de Longuerue | Détails | Le statut officiel du blason reste à déterminer. |

| Blason de Longueville-sur-Scie | Blason  | De gueules au château de deux tours et un donjon d'argent maçonné, hersé et ajouré de sable, le tout surmonté à senestre d'un faucon volant de sable. |
| Blason de Longueville-sur-Scie | Détails | * Il y a là non-respect de la règle de contrariété des couleurs : ces armes sont fautives (sable sur champ de gueules). Concession de 1365.           |

| Blason de Louvetot | Blason  | D’azur au chevron d’or accompagné en chef à dextre d’un chêne, à senestre d’une crosse d’abbé et en pointe d’un tumulus mouvant de la pointe, le tout d’argent, au chef du même chargé d’un loup passant de sable. |
| Blason de Louvetot | Détails | Armes parlantes. (loup) |

| Blason de Luneray | Blason  | Écartelé : au 1) de gueules mantelé d’argent, au 2) de gueules au chevron d’or accompagné de trois têtes de loup du même, au 3) d’or aux trois lionceaux de sable, au 4) d’argent aux trois mouchetures d’hermine de sable. |
| Blason de Luneray | Détails | |

Pas d'information pour les communes suivantes : Lamberville (Seine-Maritime), Landes-Vieilles-et-Neuves, Lestanville, Limésy, Limpiville, Lintot-les-Bois, Londinières, Longmesnil, Longroy, Lucy (Seine-Maritime)
- Haut – A
- B
- C
- D
- E
- F
- G
- H
- I
- J
- K
- L
- M
- N
- O
- P
- Q
- R
- S
- T
- U
- V
- W
- X
- Y
- Z

## M
| Blason de La Mailleraye-sur-Seine | Blason  | De gueules fretté d’or.                          |
| Blason de La Mailleraye-sur-Seine | Détails | Le statut officiel du blason reste à déterminer. |

| Blason de Malleville-les-Grès | Blason  | De gueules à la fleur trilobée d’argent posée en tiercefeuille versée, chaque pétale chargé d’une étoile de sable percée. |
| Blason de Malleville-les-Grès | Détails | Le statut officiel du blason reste à déterminer.                                                                          |

| Blason de Manéglise | Blason  | D'azur à l'église du lieu d'or, accompagnée en pointe de trois fermaux du même; chapé de gueules chargé à dextre de deux bouquets de deux épis de blé d'or, les épis brochant l'un sur l'autre, les tiges courbées et passées en sautoir et à senestre de deux léopards du même, l'un au-dessus de l'autre; au chevron en filet d'argent brochant sur le chapé . |
| Blason de Manéglise | Détails | Armes parlantes. (église) Blason créé et validé par le Conseil Français d’Héraldique en 1995. |

| Blason de Manéhouville | Blason  | De gueules à deux cotices ondées et abaissées d'argent, accompagnée en chef d'une gerbe liée d'or; au franc-quartier cousu d’azur chargé d'une aigle d'argent, becquée et membrée de gueules. |
| Blason de Manéhouville | Détails | Création JF Binon Adopté le 2 avril 2009. |

| Blason de Maniquerville | Blason  | Taillé : au 1er d’or à la gerbe de trois épis de blé au naturel, au 2e d’azur à la raie d’argent prise dans un filet du même; à la cotice en barre de gueules chargée de l'inscription «MANIQUERVILLE» de sable brochant sur la partition. |
| Blason de Maniquerville | Détails | Le statut officiel du blason reste à déterminer. |

| Blason de Manneville-ès-Plains | Blason  | Tiercé en pairle renversé: au 1er de gueules à la volute de crosse d'or, au 2e d'or à la feuille de chêne de sinople, au 3e d'azur à la nef flammée d'argent, la voile de gueules chargée de deux léopards d'or, armé et lampassés d'azur, l'un au-dessus de l'autre. |
| Blason de Manneville-ès-Plains | Détails | Création Jean-François Binon. Adopté le 31 janvier 2014. |

| Blason de Manneville-la-Goupil | Blason  | D’or au chevron d’azur accompagné en chef de deux fleurs de lys de sinople et en pointe d’un lion de gueules, au chef aussi d’azur chargé d’un renard d’argent accosté de deux coquilles du même. |
| Blason de Manneville-la-Goupil | Détails | Armes parlantes. (goupil = renard) Le statut officiel du blason reste à déterminer. |

| Blason de Mannevillette | Blason  | De gueules à trois épis de blé d'or; au chef cousu d'azur à trois étoiles d'or; le tout enfermé dans une filière d'or .                                                                            |
| Blason de Mannevillette | Détails | * Il y a là non-respect de la règle de contrariété des couleurs : ces armes sont fautives (azur sur gueules). Création M. Renaud, instituteur et secrétaire de la Mairie à l’aube des années 1950. |

| Blason de Maromme | Blason  | Taillé au 1) de gueules à la ruche d’or mouvant du trait de la partition, au 2) d’or aux trois cheminées de gueules de taille croissante vers senestre et issantes de quatre toits d’usine du même mouvant de la pointe ; le tout sommé d’un chef de sinople chargé de trois abeilles d’or. |
| Blason de Maromme | Détails | * Il y a là non-respect de la règle de contrariété des couleurs : ces armes sont fautives (sinople sur gueules). Conflit héraldique : la ruche est présentée ouverte de sable. Le statut officiel du blason reste à déterminer.                                                             |

| Blason de Marques | Blason  | D'azur à deux lions affrontés d'argent, accompagnés en chef d'un besant et en pointe d’une merlette, le tout d'or. |
| Blason de Marques | Détails | Création du Conseil Français d'Héraldique (2009).                                                                  |

| Blason de Martainville-Épreville | Blason  | D’argent à la fasce d’azur chargée de trois besants d’or. |
| Blason de Martainville-Épreville | Détails | Le statut officiel du blason reste à déterminer.          |

| Blason de Martin-Église | Blason  | Divisé en chevron : au 1) parti d’or et d’azur, au 2) parti d’azur et d’or ; au chevron écartelé d’azur et d’or brochant sur la partition ; aux trois fers de lance versés, le 1er de sable le 2e d’argent et le 3e parti d’argent et de sable. |
| Blason de Martin-Église | Détails | Le statut officiel du blason reste à déterminer. |

| Blason de Massy | Blason  | Écartelé en sautoir: aux 1er et 4e de gueules au maillet d'argent, aux 2e et 3e d'or à la merlette de sable. |
| Blason de Massy | Détails | Blason créé par le Conseil Français d’Héraldique. Adopté le 10 décembre 2009.                                |

| Blason de Mathonville | Blason  | Coupé : au 1er parti au I de gueules à deux léopards d'or, armés et lampassés d'azur, l'un au-dessus de l'autre, au II de sinople à un masque de loup d'or, au 2d d'or fretté d'azur à une volute de crosse d'argent brochante. |
| Blason de Mathonville | Détails | Adopté en 2022. |

| Blason de Maulévrier-Sainte-Gertrude | Blason  | Écartelé au 1) d’argent à la tour de sable, ouverte et ajourée du champ, au 2) d’azur au lévrier d’argent colleté de gueules, au 3) d’azur à la fasce ondée d’argent et à la crosse d’or brochant en pal, au 4) d’argent aux trois fers de moulin de gueules. |
| Blason de Maulévrier-Sainte-Gertrude | Détails | Conflit héraldique : une des deux fenêtres n'est pas du champ. Armes parlantes. (lévrier) Le statut officiel du blason reste à déterminer. |

| Blason de Mauny | Blason  | D’azur aux trois croissants d’argent mal ordonnés, au chef fuselé d’argent et de gueules. |
| Blason de Mauny | Détails | Adopté en 2003.                                                                           |

| Blason de Melleville | Blason  | Deux écus accolés: 1) Écartelé: aux 1er et 4e d'azur à la bande d’argent chargée de trois hérons en vol de sable, aux 2e et 3e d'azur à trois pals d'argent et au chef d'azur chargé d'une bande d'argent. 2) D'azur semé de billettes d'argent au lion du même brochant. |
| Blason de Melleville | Détails | Création Patrice Gourdain et Denis Joulain. Adopté le 11 mars 2014. |

| Blason de Mésangueville | Blason  | D’or à l’écusson de gueules chargé d’une mésange d’argent, accompagné de quatre carreaux de sable mis en losange. |
| Blason de Mésangueville | Détails | Armes parlantes. Le statut officiel du blason reste à déterminer.                                                 |

| Blason de Mesnières-en-Bray | Blason  | Échiqueté d’argent et de sable de cinq tires. |
| Blason de Mesnières-en-Bray | Détails | Adopté en 1999.                               |

| Blason de Le Mesnil-Durdent | Blason  | D’argent à trois têtes de loup de sable dentées de gueules, celle de la pointe plus grande, au chef d’azur chargé d’une fleur de camomille sauvage au naturel accostée de deux besants, d’argent à dextre et d’or à senestre. |
| Blason de Le Mesnil-Durdent | Détails | Création Denis Joulain, validée le 24 octobre 2015. |

| Blason de Le Mesnil-Lieubray | Blason  | Écartelé au 1) de gueules à la grappe de raisin tigée et feuillée d’or, au 2) d’azur à la feuille de scie d’argent, au 3) d’azur aux deux burèles ondées d’argent, au 4) de gueules à une pomme tigée et feuillée d’or ; sur le tout d’or à la croix latine losangée de neuf pièces de gueules. |
| Blason de Le Mesnil-Lieubray | Détails | Le statut officiel du blason reste à déterminer. |

| Blason de Mesnil-Panneville | Blason  | Écartelé: au 1er de gueules à l'écusson d'or chargé d’une gerbe de sinople surmontée de l’inscription «Durescu» en lettres de sable, au 2e d'azur à la fleur de lis d'or, au 3e échiqueté d'azur et d'argent à la croix de saint Lazare de sinople brochante, au 4e de gueules à la tour couverte d'or, maçonnée et ouverte de sable; sur le tout, de gueules à deux léopards d'or armés et lampassés d'azur l'un au-dessus de l'autre. |
| Blason de Mesnil-Panneville | Détails | Création J.M. Marcoz. Adopté le 30 août 2012. |

| Blason de Le Mesnil-Réaume | Blason  | Écartelé au 1) et au 4) de vair à la bordure de gueules, au 2) et au 3) d’or au léopard de gueules. |
| Blason de Le Mesnil-Réaume | Détails | Le statut officiel du blason reste à déterminer.                                                    |

| Blason de Mesnil-Raoul | Blason  | D'argent au chef de gueules chargé de deux molettes à huit rais de sable; au chevron d'azur chargé de sept besants d'or, brochant en partie sur le chef et accompagné en pointe d'une aigle au vol abaissé de sable. |
| Blason de Mesnil-Raoul | Détails | * Il y a là non-respect de la règle de contrariété des couleurs : ces armes sont fautives (sable sur gueules). Le statut officiel du blason reste à déterminer.                                                      |

| Blason de Millebosc | Blason  | D'azur à la stèle, perronnée de deux marches, bornée de deux pièces et marquée d'un cabochon ovale en son milieu, le tout d'or. |
| Blason de Millebosc | Détails | Représente le monument érigé par Louis-Philippe Ier en l’honneur d’Adélaïde, la sainte et la sœur du roi. Armes parlantes. (mille fait allusion aux bornes représentées, qui peuvent être milliaires) Le statut officiel du blason reste à déterminer. |

| Blason de Mirville | Blason  | Tranché: au 1er d'or au viaduc de gueules, maçonné de sable, mouvant de senestre et de la partition, au 2e d'azur à trois coquilles d'argent rangées en bande; au chef de gueules chargé d'un léopard d'or. |
| Blason de Mirville | Détails | Création Isabelle Fouache et Denis Joulain. Adopté le 15 décembre 2011. |

| Blason de Monchaux-Soreng | Blason  | D'argent fretté de gueules, au franc-quartier d'azur chargé d'une fleur de lis d'or. |
| Blason de Monchaux-Soreng | Détails | Le statut officiel du blason reste à déterminer.                                     |

| Blason de Monchy-sur-Eu | Blason  | D’argent au carreau d’orangé chargé d’un carreau du champ surchargé d’un trèfle de sinople, à la bordure du même. |
| Blason de Monchy-sur-Eu | Détails | Le statut officiel du blason reste à déterminer.                                                                  |

| Blason de Mont-Cauvaire | Blason  | De gueules aux deux fasces ondées abaissées d’argent, au mont de trois coupeaux du même ombrés de sable, mouvant de la pointe, brochant sur les fasces, surmonté d’un léopard d’or armé aussi d’argent, lampassé de gueules, tenant une croisette latine aussi de sable en bande. |
| Blason de Mont-Cauvaire | Détails | Adopté en 2000. |

| Blason de Montérolier | Blason  | Parti : au 1er de gueules à deux léopards d'or armés et lampassés d'azur, l'un au-dessus de l'autre, au 2d de sinople à une église au clocher campané d'argent ; le tout sommé d'un chef d'or fretté d'azur.                                                                      |
| Blason de Montérolier | Détails | Les léopards sont pour la Normandie, l'église renvoie à l'origine du nom de la commune : Monasterio (Odilerii) « monastère, église », et le chef est pour les armes de la famille de Grouchy. Création Hervé Hunkeler, maire, et Jean-François Binon, adoptée le 26 février 2021. |

| Blason de Montivilliers | Blason  | De gueules à l’église d’argent, le portail, à dextre, ouvert du champ, le clocher au centre ajouré aussi du champ et sommé d’une tête de crosse d’or, accosté de deux écussons d’azur aux trois fleurs de lys aussi d’or, ladite église soutenue d’un lézard de sinople en fasce. |
| Blason de Montivilliers | Détails | * Il y a là non-respect de la règle de contrariété des couleurs : ces armes sont fautives (sinople sur gueules). Le statut officiel du blason reste à déterminer. |

| Blason de Mont-Saint-Aignan | Blason  | D'or au léopard de gueules accosté de branches de laurier de sinople, les tiges passées en sautoir et liées de gueules ; au chef émanché d'azur chargé de trois fleurs de lys et de deux demies d'or. |
| Blason de Mont-Saint-Aignan | Détails | Antérieur à 1974. |

| Blason de Montroty | Blason  | Coupé voûté: au 1er de gueules à un soleil d'or adextré d'une une croix de Malte et senestré d'un vase, le tout d'argent, au 2e d'or à une forêt terrassée de sinople devant laquelle broche un cerf passant au naturel. |
| Blason de Montroty | Détails | Créé par JF Binon. Adopté le 14 juin 2024. |

| Blason de Montville | Blason  | Coupé : au 1) d’azur à la roue dentée d’argent accostée de deux navettes de tisserand du même posées en pal, au 2) de gueules à la charrue d’argent ; à la divise ondée d’argent brochant sur la partition. |
| Blason de Montville | Détails | Le statut officiel du blason reste à déterminer. |

| Blason de Morgny-la-Pommeraye | Blason  | D’azur à l’aigle bicéphale au vol abaissé d’or, au chef du même chargé d’un croissant de gueules surmonté d’une étoile du même, accosté, à dextre, d’un cygne marchant de sinople et à senestre, d’un genêt du même. |
| Blason de Morgny-la-Pommeraye | Détails | Le statut officiel du blason reste à déterminer. |

| Blason de Moulineaux | Blason  | Tranché d’azur et de sinople, à deux léopards d’or surmontés et senestrés d’une silhouette de tour à mâchicoulis pavillonnée au trait d’argent, le tout brochant. |
| Blason de Moulineaux | Détails | Le statut officiel du blason reste à déterminer. |

Pas d'information pour les communes suivantes : Malaunay, Martigny (Seine-Maritime), Maucomble, Mauquenchy, Mélamare, Ménerval, Ménonval, Mentheville, Le Mesnil-Esnard, Mesnil-Follemprise, Mesnil-Mauger, Le Mesnil-sous-Jumièges, Meulers, Molagnies, Mont-de-l'If, Montigny (Seine-Maritime), Montmain (Seine-Maritime), Montreuil-en-Caux, Morienne, Mortemer (Seine-Maritime), Morville-sur-Andelle, Motteville, Muchedent
- Haut – A
- B
- C
- D
- E
- F
- G
- H
- I
- J
- K
- L
- M
- N
- O
- P
- Q
- R
- S
- T
- U
- V
- W
- X
- Y
- Z

## N
| Blason de Neufchâtel-en-Bray | Blason  | D’azur aux trois tours d’argent maçonnées de sable, à la filière aussi d’argent, au chef aussi d’azur chargé de trois fleurs de lys d’or et à la filière d’argent. |
| Blason de Neufchâtel-en-Bray | Détails | |

| Blason de Neuf-Marché | Blason  | D'azur au château de trois tours d'or ouvertes de sable, celle du centre plus haute, posées sur une burelle ondée d'argent; au chef cousu de gueules chargé d'un léopard d'or. |
| Blason de Neuf-Marché | Détails | * Ces armes emploient le terme « cousu » dans le seul but de contrevenir à la règle de contrariété des couleurs : elles sont fautives (gueules sur azur).                      |

| Blason de Neuville-Ferrières | Blason  | De sinople à la fasce ondée d'argent accompagnée en chef à dextre d'une tenaille, à senestre d'une hache et en pointe d'une vache, le tout d'or. |
| Blason de Neuville-Ferrières | Détails | |

| Blason de Néville | Blason  | Palé d’or et d’azur au chef de gueules chargé de trois coquilles d’argent. |
| Blason de Néville | Détails |                                                                            |

| Blason de Nolléval | Blason  | Parti: au 1er de sinople à la tour d'argent maçonnée de sable ; au 2e d'azur à trois ondes en fasce d'argent; le tout sommé d'un chef de gueules chargé de cinq besants d'or.                      |
| Blason de Nolléval | Détails | * Il y a là non-respect de la règle de contrariété des couleurs : ces armes sont fautives (gueules sur sinople et azur). Création de J. Carré, délibération validée en Préfecture en janvier 1980. |

| Blason de Normanville | Blason  | D’azur à la croix fourchée d’argent cantonnée de quatre molettes d’or. |
| Blason de Normanville | Détails |                                                                        |

| Blason de Notre-Dame-de-Bondeville | Blason  | De sable à la bande échiquetée d'argent et de gueules de trois tires, chargée d'un besant élargi d'or surchargé d'un lion couronné de sinople . |
| Blason de Notre-Dame-de-Bondeville | Détails | |

| Blason de Notre-Dame-de-Gravenchon | Blason  | Tiercé ondé en fasce: au 1er de gueules au léopard d'or, au 2e d'azur au drakkar habillé d'argent accosté de deux dauphins affrontés du même, celui de dextre posé en barre et celui de senestre en bande, au 3e de sinople à deux tours de craquage du pétrole d'argent, celle de senestre plus haute, soutenues de deux épis de blé d'or, les tiges passées en sautoir; à la trangle ondée d'or brochant sur le second trait de partition .                                                  |
| Blason de Notre-Dame-de-Gravenchon | Détails | Création M. Melissent, 1962. |
| Blason de Notre-Dame-de-Gravenchon | Alias   | Coupé: au 1er parti au I de gueules au léopard d’argent mouvant de la partition, au II d’azur à l’ombre de drakkar d'argent mouvant du chef et du flanc voguant sur deux ondes d’argent, au 2e de sinople à deux épis d’argent, les tiges passées en sautoir, surmontés de trois ombres de ballons de chimie, remplis à moitié d’argent, rangés en fasce, celui du milieu plus grand; aux filets d’argent brochant sur les lignes de partition. (A considérer comme un logo dérivé du blason.) |

| Blason de Notre-Dame-du-Parc | Blason  | Parti : au 1er de sinople à Notre-Dame d'argent, au 2d d'argent à deux fasces ondées d'azur ; au chef de gueules chargé de deux léopards affrontés d'or, armés et lampassés d'azur. |
| Blason de Notre-Dame-du-Parc | Détails | Adopté en décembre 2021. |

| Blason de Nullemont | Blason  | D'azur à la croix d'argent décentrée à dextre et en pointe, cantonnée en chef à senestre de quatre tours du même. |
| Blason de Nullemont | Détails | Adopté. |

Pas d'information pour les communes suivantes : Nesle-Hodeng, Nesle-Normandeuse, Neufbosc, La Neuville-Chant-d'Oisel, Nointot, Norville, Notre-Dame-d'Aliermont, Notre-Dame-de-Bliquetuit, Notre-Dame-du-Bec
- Haut – A
- B
- C
- D
- E
- F
- G
- H
- I
- J
- K
- L
- M
- N
- O
- P
- Q
- R
- S
- T
- U
- V
- W
- X
- Y
- Z

## O
| Blason de Ocqueville | Blason  | Coupé ; au premier parti de gueules mantelé d’argent et de gueules au chevron d’or accompagné de trois boulets du même ; au second d’argent au loup passant de sable, à une crosse d’or brochante et un fer à cheval d’argent brochant sur la crosse. |
| Blason de Ocqueville | Détails | Création Denis Joulain, validée le 16 octobre 2015. |

| Blason de Octeville-sur-Mer | Blason  | D’azur au chevron brisé d’argent, accompagné de trois coquilles d’or . |
| Blason de Octeville-sur-Mer | Détails | Adopté en 1994.                                                        |

| Blason de Offranville | Blason  | Écartelé : au premier d'or à la croix de gueules accompagnée de seize alérions d'azur, quatre dans chaque canton, au deuxième burelé d'argent et de gueules de dix pièces, au lion de sable couronné d'or brochant sur le tout, au troisième tiercé en fasce d'azur, d'or au demi-anneau supérieur mouvant d'azur et d'argent aux trois canettes de sable becquées et membrées de gueules, au quatrième de gueules aux deux bâtons écotés d'or passés en sautoir, cantonnés, en chef, d'un croissant d'argent, aux flancs et en pointe, de trois étoiles aussi d'or. |
| Blason de Offranville | Détails | |

| Blason de Oherville | Blason  | De sinople à la barre ondée d'argent chargée d'une roue de moulin au naturel posée en demi-profil à plomb, accompagnée, en chef, d'une truite d'argent et, en pointe, d'une gerbe d'or . |
| Blason de Oherville | Détails | 2007. |

| Blason de Oissel | Blason  | Parti au 1) d’argent à la cornue du même remplie à moitié de gueules, au 2) d’azur à la gerbe d’or ; sur le tout au chef de gueules chargé d’un léopard d’or armé et lampassé d’azur . |
| Blason de Oissel | Détails | |

| Blason de Orival | Blason  | D'azur au mont d'argent sommé d'une tour du même accostée de deux arbres de sinople le tout mouvant d'une rivière au naturel; au chef de gueules* chargé d'un léopard d'or . * Il y a là non-respect de la règle de contrariété des couleurs : ces armes sont fautives (gueules sur azur). |
| Blason de Orival | Détails | * Ces armes emploient le terme « cousu » dans le seul but de contrevenir à la règle de contrariété des couleurs : elles sont fautives (gueules sur azur). |

| Blason de Ouainville | Blason  | Parti de deux coupé de un : au 1 de sinople à une gerbe d’or ; au 2 d’azur chapé-ployé d’argent ; au 3 de sinople à une fleur de lin au naturel ; au 4 aussi de sinople à une tête et col de cheval contournés d’argent ; au 5 burelé d’argent et de tenné de dix-huit pièces ; au 6 de sinople au bidon à lait d’argent. |
| Blason de Ouainville | Détails | Blason composé par Denis Joulain en octobre 2015. |

| Blason de Oudalle | Blason  | D’argent au chevron renversé de sinople, accompagné en chef d’une tête de loup arrachée de sable, au chef d’azur chargé d’un drakkar d’or. |
| Blason de Oudalle | Détails | |

| Blason de Ourville-en-Caux | Blason  | Ecartelé : au 1 de sinople au rencontre de vache d’argent ; au 2 d’argent à un avant-bras dextre en pal portant un flambeau, le tout d’azur ; au 3 d’argent à la fleur de lin aussi d’azur ; au 4 de sinople au rencontre de mouton d’argent. |
| Blason de Ourville-en-Caux | Détails | Création Denis Joulain, validée le 26 septembre 2015. |

| Blason de Ouville-la-Rivière | Blason  | Tiercé en pairle renversé: au 1er d’or à l’écusson de sable à la fasce d’argent chargée de trois croisettes de sable accompagnée de trois étoiles d’or percées du champ, au 2e de gueules à la biche saillante d’or onglée de sable, au 3e d’argent à trois burelles ondées d’azur surmontées d’une quintefeuille du même. |
| Blason de Ouville-la-Rivière | Détails | Création Jean François Binon, 2009. |

Pas d'information pour les communes suivantes : Omonville, Osmoy-Saint-Valery, Ouville-l'Abbaye
- Haut – A
- B
- C
- D
- E
- F
- G
- H
- I
- J
- K
- L
- M
- N
- O
- P
- Q
- R
- S
- T
- U
- V
- W
- X
- Y
- Z

## P
| Blason de Paluel | Blason  | D’or au gousset d’azur chargé en chef de deux truites d’argent en fasce l’une sur l’autre et en pointe d’un bouquet de roseaux du même ; accompagné à dextre d’un symbole du noyau nucléaire à trois orbites d’électrons de sable brochant sur un éclair au trait de sable rempli d’argent ; à senestre de trois châteaux couverts au trait de sable, essorés, ouverts et ajourés aussi de sable. |
| Blason de Paluel | Détails | Armes parlantes. (palus = marais ; les roseaux font allusion aux marais) Création Denis Joulain, validée le 16 octobre 2015. |

| Blason de Pavilly | Blason  | Écartelé :au 1) d’azur à la croix fleurdelysée d’or au 2) de sable à la crosse contournée d’or, au loup couché d’argent brochant sur le tout au 3) de sable à l’abeille d’argent au 4) palé d’or et d’azur au chef de gueules. |
| Blason de Pavilly | Détails | |

| Blason de Petit-Couronne | Blason  | D’azur à l’ancre de marine d’argent, aux deux flambeaux d’or passés en sautoir, brochant sur le tout, surmontés de trois têtes de lion arrachées cousues de gueules, rangées en chef, soutenues d’un filet ondé aussi d’argent. |
| Blason de Petit-Couronne | Détails | * Ces armes emploient le terme « cousu » dans le seul but de contrevenir à la règle de contrariété des couleurs : elles sont fautives (gueules sur azur). Création : Robert A. Louis, adoptéel le 27 juin 1986)                 |

| Blason de Petiville | Blason  | D'argent à la bande ondée d'azur chargée d'une épée d'or, accompagnée en chef d'un léopard et en pointe d'un fermail, le tout de gueules . |
| Blason de Petiville | Détails | |

| Blason de Pierrecourt | Blason  | Parti: au 1er mi-parti d’hermine au chef de gueules fretté d’or, sur le tout d’azur au chevron accompagné en chef de deux besants et en pointe de quatre posés en fasce, le tout d’or, au 2e d’azur au chevron d’or accompagné de trois étoiles d’argent. |
| Blason de Pierrecourt | Détails | |

| Blason de Pierrefiques | Blason  | D’azur à trois lévriers naissants d’argent, colletés de gueules. |
| Blason de Pierrefiques | Détails |                                                                  |

| Blason de Pleine-Sève | Blason  | Parti: au 1er d'or à l'arbre de sinople, au 2e coupé au I de gueules à deux léopards d'or, armés et lampassés d'azur l'un au-dessus de l'autre, au II d'azur au heaume de tournoi d'argent taré de face. |
| Blason de Pleine-Sève | Détails | Création Jean-François Binon. Adopté le 26 septembre 2014. |

| Blason de Ponts-et-Marais | Blason  | De sinople au pont en dos-d'âne d'or maçonné de sable, accompagné de trois gerbes de trois roseaux de Judée [ou à massette] d'argent. |
| Blason de Ponts-et-Marais | Détails | Armes parlantes. (pont et marais, ici représentés par les roseaux) Création Jacques Dulphy. Adopté le 16 septembre 2013.              |

| Blason de Préaux | Blason  | De gueules aux quatre pals d’argent, à l’aigle bicéphale d’or lampassée du champ brochante, les têtes et les pattes d’azur. |
| Blason de Préaux | Détails | |

| Blason de Prétot-Vicquemare | Blason  | Coupé: au 1er de sinople à trois poiriers d'or rangés en chef, au 2e de gueules à deux annelets entrelacés d'or; à la fasce ondée d'argent chargée de deux burelles ondées d'azur brochant sur la partition. |
| Blason de Prétot-Vicquemare | Détails | Créé par JF Binon. Adopté le 4 juin 2024. |

Pas d'information pour les communes suivantes : Parc-d'Anxtot, Penly, Le Petit-Quevilly, Pierreval, Pissy-Pôville, Pommereux, Pommeréval, La Poterie-Cap-d'Antifer, Preuseville, Puisenval
- Haut – A
- B
- C
- D
- E
- F
- G
- H
- I
- J
- K
- L
- M
- N
- O
- P
- Q
- R
- S
- T
- U
- V
- W
- X
- Y
- Z

## Q
| Blason de Quévreville-la-Poterie | Blason  | Coupé : au 1) de sinople aux trois chèvres couchées d’argent, la 1re contournée à dextre, la 2e brochant sur la 1re au centre en pointe et la 3e plus petite en chef à senestre, au 2) de gueules au pot à col au naturel. |
| Blason de Quévreville-la-Poterie | Détails | Armes parlantes. (chèvres et poterie) |

| Blason de Quiberville | Blason  | D'azur à trois navettes de tisserand d'or. |
| Blason de Quiberville | Détails |                                            |

| Blason de Quièvrecourt | Blason  | D'azur au filet en pairle d’argent accompagné en chef d’un léopard d’or et à chacun des flancs d’une chèvre d’argent, celle de dextre contournée; au comble d’or chargé de trois ponts de gueules maçonnés d'argent. |
| Blason de Quièvrecourt | Détails | Armes parlantes. (chèvres) Blason créé par une commission conseillée par Denis Joulain et adopté en date du 26 août 2011.                                                                                            |

| Blason de Quincampoix | Blason  | Coupé au 1) d’or au châtaignier de sinople mouvant de la pointe, au 2) d’azur au chevron accompagné, en chef à dextre d’une étoile à senestre d’une roue dentée et, en pointe, d’une fourche et d’une hache passées en sautoir, le tout d’or. |
| Blason de Quincampoix | Détails | Création : Jacques du Bourg, 1977. |

Pas d'information pour les communes suivantes : Quevillon
- Haut – A
- B
- C
- D
- E
- F
- G
- H
- I
- J
- K
- L
- M
- N
- O
- P
- Q
- R
- S
- T
- U
- V
- W
- X
- Y
- Z

## R
| Blason à dessiner | Blason  | D'or à la fasce ondée d'azur sommée d'une divise ondée du même, à deux roues de moulin de sable mouvant de la fasce et brochant sur la divise, le tout accompagné d'une typhaie au naturel mouvant de la pointe. |
| Blason à dessiner | Détails | Le blasonnement de la source indique "roselière" mais le dessin présente une typhaie, roselière de massettes. Le statut officiel du blason reste à déterminer. Auteur(s)Thomas OLIVIERI (Décembre 2013)          |

| Blason de La Remuée | Blason  | De gueules aux deux épées d’argent passées en sautoir, cantonnées de quatre merlettes d’or. |
| Blason de La Remuée | Détails |                                                                                             |

| Blason de Ricarville | Blason  | Écartelé: au 1er d'argent à trois fasces de gueules, au 2e d'azur à la tour d'or, ouverte et ajourée du champ, maçonnée de sable, au 3e d'azur à la croisette fleurdelisée d'or, au 4e d'argent au chevron de gueules . |
| Blason de Ricarville | Détails | Blason homologué par le Conseil Français d’Héraldique en 2003. |

| Blason de Ricarville-du-Val | Blason  | D'argent à la bande engrêlée de sable accompagnée de six annelets de gueules posés en orle. |
| Blason de Ricarville-du-Val | Détails |                                                                                             |

| Blason de Rieux | Blason  | D’or à la fasce ondée d’azur chargée d’une épée couchée d’argent, la pointe à senestre, accompagnée en chef d’un lion issant et en pointe d’une rose accostée de deux maillets, le tout de gueules. |
| Blason de Rieux | Détails | |

| Blason de Rocquefort | Blason  | D'or à deux marteaux de gueules accompagnés en pointe d'un lion du même; au chef dentelé d'azur chargé d'une étoile chevelée vers senestre d'argent. |
| Blason de Rocquefort | Détails | Blason homologué par le Conseil Français d’Héraldique en 2007. Sur le site de la commune, comète et marteaux sont contournés.                        |

| Blason de Rolleville | Blason  | De sinople à la barre ondée d'argent chargée de trois roues de moulins de gueules, accompagnée en chef d'un pigeonnier d'argent maçonné en burelé de sable, essoré du même, et en pointe d'une gerbe de lin liée d'or . |
| Blason de Rolleville | Détails | Différences entre dessin et blasonnement : roue de moulin sortant d'une onde ??? ; fleurs accompagnant la gerbe de lin. Armes parlantes. (roues) Blason homologué par le Conseil Français d’Héraldique en 1998.         |

| Blason de Rouen | Blason  | De gueules à l'Agneau Pascal d'argent nimbé d'or, tenant un étendard d'argent chargé d'une croix d'or, sur une croix latine à la hampe du même, le tout surmonté d'un chef d'azur à trois fleurs de lys d'or. |
| Blason de Rouen | Détails | * Il y a là non-respect de la règle de contrariété des couleurs : ces armes sont fautives (azur sur gueules).                                                                                                 |

| Blason de Rouville | Blason  | D'azur semé de billettes d'or à deux goujons au naturel adossés en pal brochants. |
| Blason de Rouville | Détails | Le statut officiel du blason reste à déterminer.                                  |

| Blason à dessiner | Blason  | D'azur à l'ombre d'un cube posé en perspective, les arêtes en filets prolongés au-delà des angles et alésés d'or, chaque angle du cube chargé d'un besant alternant d'argent et d'or. |
| Blason à dessiner | Détails | Le statut officiel du blason reste à déterminer. |

| Blason de Royville | Blason  | Écartelé au 1) d’azur au lion couronné d’argent au 2) d’or à la merlette de gueules, au 3) d’or à la fleur de lys de gueules, au 4) d’azur à la tour d’argent ouverte et ajourée du champ. |
| Blason de Royville | Détails | |

Pas d'information pour les communes suivantes : Raffetot, Rainfreville, Réalcamp, Rétonval, Reuville, Richemont (Seine-Maritime), Riville, Robertot, Rocquemont (Seine-Maritime), Rogerville, Roncherolles-en-Bray, Roncherolles-sur-le-Vivier, Ronchois, Rosay (Seine-Maritime), Roumare, Routes, Rouvray-Catillon, La Rue-Saint-Pierre (Seine-Maritime), Ry (Seine-Maritime)
- Haut – A
- B
- C
- D
- E
- F
- G
- H
- I
- J
- K
- L
- M
- N
- O
- P
- Q
- R
- S
- T
- U
- V
- W
- X
- Y
- Z

## S
| Blason de Saint-Aignan-sur-Ry | Blason  | Tiercé en fasce : au 1) de sinople aux deux herses aratoires d’or, au 2) d’argent aux trois croissants d’azur rangés en fasce, au 3) de gueules aux deux feuilles de ginko biloba d’or, les tiges passées en sautoir. |
| Blason de Saint-Aignan-sur-Ry | Détails | |

| Blason de Saint-André-sur-Cailly | Blason  | D'or au double trescheur fleurdelisé de gueules, le cœur chargé de deux bâtons alésés en sautoir de sinople. |
| Blason de Saint-André-sur-Cailly | Détails | |

| Blason de Saint-Antoine-la-Forêt | Blason  | D’or à la fasce dentelée d’azur chargée d’un lion naissant d’argent, accompagnée en chef de deux angemmes de gueules et en pointe d’une croisette ancrée du même. |
| Blason de Saint-Antoine-la-Forêt | Détails | |

| Blason de Saint-Arnoult | Blason  | D’azur aux trois chicots d’argent posés en fasce et rangés en pal. |
| Blason de Saint-Arnoult | Détails |                                                                    |

| Blason de Saint-Aubin-Celloville | Blason  | Parti : au 1) de gueules à la crosse d’or accostée des lettres S et A capitales du même, au 2) d’azur au clocher du lieu d’argent brochant sur un autre du même plus petit ; enté en pointe d’or à la poterie de gueules. |
| Blason de Saint-Aubin-Celloville | Détails | |

| Blason de Saint-Aubin-de-Crétot | Blason  | D’argent au chevron d’azur chargé d’une coquille d’or, accompagné en chef de deux maillets de gueules et en pointe d’une rose du même. |
| Blason de Saint-Aubin-de-Crétot | Détails | |

| Blason de Saint-Aubin-lès-Elbeuf | Blason  | Parti : au 1) d’azur au pont de trois arches d’or sommé d’une croix patriarcale du même et posé sur une rivière de sinople, au 2) de gueules à la crosse d’argent accostée des lettres S et A capitales du même ; le tout sommé d’un chef d’argent chargé de trois grappes de trois cerises au naturel. |
| Blason de Saint-Aubin-lès-Elbeuf | Détails | |

| Blason de Saint-Aubin-Routot | Blason  | De sinople à la colombe d’argent tenant en son bec un rameau d’olivier du même, au chef d’or chargé de trois roses de gueules . |
| Blason de Saint-Aubin-Routot | Détails | Devise : « de la terre à la vie ».                                                                                              |

| Blason de Saint-Aubin-le-Cauf | Blason  | Deux écus ovales accolés : 1) Écartelé: aux 1er et 4e d’azur au chevron d'or, accompagné de 3 merlettes d’argent; aux 2e et 3e d'azur à la bande d'argent chargée de trois quintefeuilles de gueules. 2) D'azur à trois châteaux couverts à l’antique, chacun avec ses tours latérales girouettées, le tout d’or. |
| Blason de Saint-Aubin-le-Cauf | Détails | |

| Blason de Saint-Aubin-sur-Mer | Blason  | D’azur au chevron d’or accompagné en chef de deux étoiles d’argent et en pointe d’un poison du même. |
| Blason de Saint-Aubin-sur-Mer | Détails | |

| Blason de Saint-Aubin-sur-Scie | Blason  | De sinople à la fasce ondée d'argent, accompagnée en chef de deux roues de moulin et en pointe d'une gerbe liée de trois épis de blé tigés et feuillés, le tout d'or. |
| Blason de Saint-Aubin-sur-Scie | Détails | Blason homologué par le Conseil Français d’Héraldique en 2004. |

| Blason de Saint-Clair-sur-les-Monts | Blason  | D’argent à la bande de gueules chargée d’un fermail accosté de deux étoiles, le tout à plomb et d’or, accompagnée en chef d’une gerbe de blé et en pointe d’un lion, le tout de sinople. |
| Blason de Saint-Clair-sur-les-Monts | Détails | |

| Blason de Saint-Denis-d'Aclon | Blason  | Parti: au 1er de gueules à la crosse contournée accostée des lettres capitales S et D, le tout d’or, au 2e coupé au I d’azur à trois épis de blé tigés d’or en pal et sautoir, au II de sinople semé de touffes d’herbe au naturel; à la haie en fasce affaissée d’or brochant sur la partition. |
| Blason de Saint-Denis-d'Aclon | Détails | Conflit héraldique : le dessin présente seulement deux épis de blé. |

| Blason de Saint-Denis-sur-Scie | Blason  | De gueules au léopard d’or accosté de deux besants d’argent, au chef aussi d’or chargé d’une billette d’azur accostée de deux roses du même pointées de sinople . |
| Blason de Saint-Denis-sur-Scie | Détails | Brevet d’armoiries du Conseil Français d’Héraldique du 4 novembre 2006.                                                                                           |

| Blason de Saint-Étienne-du-Rouvray | Blason  | De gueules aux deux léopards affrontés d’or, armés et lampassés d’azur, mouvant des flancs et supportant une roue dentée d’argent, soutenus de trois trangles ondées du même, au chef cousu d’azur chargé d’une crosse issante aussi d’or accostée de deux chênes rouvres aussi d’argent. |
| Blason de Saint-Étienne-du-Rouvray | Détails | * Ces armes emploient le terme « cousu » dans le seul but de contrevenir à la règle de contrariété des couleurs : elles sont fautives (azur sur gueules). |

| Blason de Saint-Germain-d'Étables | Blason  | D’or fretté de gueules, sur le tout d’azur au lion d’argent surmonté de deux coquilles du même. |
| Blason de Saint-Germain-d'Étables | Détails |                                                                                                 |

| Blason à dessiner | Blason  | Écartelé: au 1er d'azur au château couvert d'or, au 2e de sinople à trois arbres d'argent rangés en fasces, au 3e de sinople à la tierce ondée d'argent, au 4e de gueules au carreau d'argent posé en losange et accosté de quatre petits besants du même, 2 et 2; le tout enfermé dans une bordure d'or. |
| Blason à dessiner | Détails | Le statut officiel du blason reste à déterminer. |

| Blason de Saint-Germain-sur-Eaulne | Blason  | Deux écus ovales accolés: 1) D'argent fretté de gueules de huit pièces, entre-semé de mouchetures d'hermine de sable. 2) D'azur à trois tours d'argent. |
| Blason de Saint-Germain-sur-Eaulne | Détails | |

| Blason de Saint-Gilles-de-Crétot | Blason  | D’azur au dextrochère armé d’argent tenant une lance d’or posée en pal avec une bannière aussi d’argent chargée d’une bande ondée de gueules. |
| Blason de Saint-Gilles-de-Crétot | Détails | Différences entre dessin et blasonnement : mauvais bras.                                                                                      |

| Blason de Saint-Jean-du-Cardonnay | Blason  | Écartelé: au 1er d'argent à trois mitres d'or, au 2e de gueules à la fleur de lis d'or, au 3e d'azur à cinq cotices d'or, au 4e fascé d'argent et de gueules de six pièces; sur le tout, d'azur à l'agneau pascal d'argent et au chef cousu d'argent chargé de trois chardons au naturel. |
| Blason de Saint-Jean-du-Cardonnay | Détails | * Ces armes emploient le terme « cousu » dans le seul but de contrevenir à la règle de contrariété des couleurs : elles sont fautives (or sur argent). Armes parlantes. (chardons) Armoiries homologuées en 1943, confirmées en 1960.                                                     |

| Blason de Saint-Laurent-de-Brèvedent | Blason  | D'or à la bande ondée d'azur chargée de deux annelets d'or remplis à l'intérieur du 1er d'un lion posé en barre et du 2e d'une aigle posée en barre, le tout d'or, accompagnée en chef d'un arbre de sinople et en pointe d'un castor de tenné. |
| Blason de Saint-Laurent-de-Brèvedent | Détails | Création de 1984, homologuée par le Conseil Français d’Héraldique en 1986. |

| Blason de Saint-Léger-du-Bourg-Denis | Blason  | De gueules au chevron accompagné en chef de deux têtes de léopard et en pointe d’une quenouille posée en barre, le tout d’argent. |
| Blason de Saint-Léger-du-Bourg-Denis | Détails | |

| Blason de Saint-Maclou-de-Folleville | Blason  | D'argent au moulin à eau du lieu au naturel adextré d’un arbre du même, le tout brochant sur une divise alésée et aiguisée d'une onde et demie d'azur ; au chef d'azur chargé d'un écusson cousu* de gueules à deux léopards d'or, armé et lampassés d'azur, l'un au-dessus de l'autre ; côtoyé de deux lions adossés d'or couronnés de gueules. |
| Blason de Saint-Maclou-de-Folleville | Détails | * Ces armes emploient le terme « cousu » dans le seul but de contrevenir à la règle de contrariété des couleurs : elles sont fautives (gueules sur azur). Le statut officiel du blason reste à déterminer. |

| Blason de Saint-Maclou-la-Brière | Blason  | Parti au 1) d’azur aux trois épis de blé tigés et feuillés d’or mal ordonnés, au 2) de gueules à saint Maclou évêque avec sa crosse d’or ; le tout sommé d’un chef d’argent chargé de deux léopards de gueules. |
| Blason de Saint-Maclou-la-Brière | Détails | |

| Blason de Saint-Martin-aux-Arbres | Blason  | De gueules à Saint-Martin équestre partageant son manteau avec un mendiant debout à senestre, le tout d’or, au chef d’argent chargé de trois arbres de sinople. |
| Blason de Saint-Martin-aux-Arbres | Détails | Armes parlantes. (Saint Martin et arbres) |

| Blason de Saint-Martin-aux-Buneaux | Blason  | D’azur à la demi-barre à roue et à la demi-ancre accolées en chef à dextre et aux trois épis de blé et au bleuet en bouquet en pointe à senestre, le tout d’or, à la bordure du même, à la barre d’argent chargée d’une crosse de sable brochant sur le tout. |
| Blason de Saint-Martin-aux-Buneaux | Détails | Création Michel Carlin. |

| Blason de Saint-Martin-du-Bec | Blason  | D'azur au léopard d'or surmonté de deux croisettes du même; au chef losangé d'argent et de gueules . |
| Blason de Saint-Martin-du-Bec | Détails | |

| Blason de Saint-Martin-du-Manoir | Blason  | Taillé au 1) d’azur à l’épée de Saint Martin d’or, posée en fasce, supportant le manteau du même, au 2) d’orangé au chêne arraché d’or ; à la barre ondée d’argent brochant sur la partition. |
| Blason de Saint-Martin-du-Manoir | Détails | |

| Blason de Saint-Martin-du-Vivier | Blason  | Coupé : au 1) d’or à la tige de chêne à un gland et à une feuille de sinople posée en bande et à la tige de houx de sinople, fruitée de gueules posée en barre, les deux tiges passées en sautoir, au 2) de gueules à la roue de moulin d’argent mouvant d’une fasce ondée abaissée du même. |
| Blason de Saint-Martin-du-Vivier | Détails | |

| Blason de Saint-Martin-en-Campagne | Blason  | De gueules à l’épée d’argent, chapé du même chargé d’un lion de gueules à dextre et d’un alérion du même à senestre, au chef d’azur chargé d’un goéland au naturel. |
| Blason de Saint-Martin-en-Campagne | Détails | |

| Blason de Saint-Martin-le-Gaillard | Blason  | D’azur à la croix d’argent chargée d’un lion de gueules, cantonnée au 1) et au 4) d’un trèfle d’or et au 2) et au 3) d’une aigle du même. |
| Blason de Saint-Martin-le-Gaillard | Détails | |

| Blason de Saint-Nicolas-d'Aliermont | Blason  | De gueules à la crosse d’argent accostée à dextre d’un sablier d’or et à senestre d’une roue dentée de huit rayons du même . |
| Blason de Saint-Nicolas-d'Aliermont | Détails | Création Mireille Louis. Adopté le 8 mars 1968.                                                                              |

| Blason de Saint-Nicolas-de-la-Haie | Blason  | D’azur au pal d’or chargé d’une crosse d’abbé de gueules, cantonné au 1) et au 4) d’un diamant d’argent et au 2) et 3 ) d’une hure de sanglier du même. |
| Blason de Saint-Nicolas-de-la-Haie | Détails | |

| Blason de Saint-Ouen-du-Breuil | Blason  | De gueules au léopard contourné d’or soutenu d’une burelle d’argent ; au chef cousu de sinople chargé de quatre fleurs de tulipe mouvant de la couture. |
| Blason de Saint-Ouen-du-Breuil | Détails | Adopté le 23 mai 2011. |

| Blason de Saint-Ouen-sous-Bailly | Blason  | D’or aux deux lions couronnés affrontés de gueules, au chef d’azur chargé d’un alérion d’argent accosté de deux losanges du même. |
| Blason de Saint-Ouen-sous-Bailly | Détails | |

| Blason de Saint-Pierre-des-Jonquières | Blason  | Parti : au 1er de gueules à deux léopards d'or armés et lampassés d'azur, l'un sur l'autre, au 2d d'argent à un trèfle de sinople ; le tout sommé d'un chef d'azur chargé de deux clés passées en sautoir et accostées de deux molettes, le tout d'argent. |
| Blason de Saint-Pierre-des-Jonquières | Détails | Adopté le 12 octobre 2022. |

| Blason de Saint-Pierre-de-Manneville | Blason  | D'or à la bande ondée d'azur, accompagnée en chef d'une grappe de raisin de gueules, tigée et feuillée de sinople, et en pointe d'un sapin arraché du même; au chef de gueules chargé de trois angemmes d'argent. |
| Blason de Saint-Pierre-de-Manneville | Détails | Blason homologué par le Conseil Français d’Héraldique en 1993. |

| Blason de Saint-Pierre-en-Val | Blason  | D’azur aux deux clefs adossées d’or, au chef d’argent chargé d’une pomme de pin de sinople accostée de deux croissants de gueules . |
| Blason de Saint-Pierre-en-Val | Détails | Blason conçu et homologué par le Conseil Français d’Héraldique en 1995.                                                             |

| Blason de Saint-Pierre-lès-Elbeuf | Blason  | Parti: au 1er de gueules au chêne d'argent, au 2e d'azur à deux clefs d'or passées en sautoir, les pannetons affrontés; le tout sommé d'un chef d'or chargé de trois feuilles de lierre de sinople . |
| Blason de Saint-Pierre-lès-Elbeuf | Détails | |

| Blason de Saint-Quentin-au-Bosc | Blason  | D'azur au buste de saint Quentin auréolé, chaque épaule percée d'un clou, le tout d'argent, accompagné de trois roses d'or. |
| Blason de Saint-Quentin-au-Bosc | Détails | Création Denis Joulain. Adopté le 4 avril 2012.                                                                             |

| Blason de Saint-Rémy-Boscrocourt | Blason  | D'or à la bande de gueules chargée de trois fleurs de lis d'argent. |
| Blason de Saint-Rémy-Boscrocourt | Détails |                                                                     |

| Blason de Saint-Riquier-en-Rivière | Blason  | D’or à la bande ondée d’azur chargée d’une rose entre deux coquilles, le tout d’argent posé à plomb et rangé en bande, accompagnée en chef d’un arbre arraché de sinople et en pointe d’un maillet de gueules. |
| Blason de Saint-Riquier-en-Rivière | Détails | |

| Blason de Saint-Romain-de-Colbosc | Blason  | De gueules au chef tiercé en pal, au 1er d’or à la croix de gueules cantonnée de seize alérions d’azur, au 2e d’argent à la fasce d’azur chargée d'un léopard d'or, au 3e d’azur à trois roses tigées et feuillées d'argent; sur le tout, d’argent chargé d’une balance romaine à cadran de sable et à l’aiguille d’or, accompagné aux flancs et en pointe de quatre molettes d’or posées en orle. |
| Blason de Saint-Romain-de-Colbosc | Détails | Ces armes apparaissent sur le plan de ville en 1964. |

| Blason de Saint-Saëns | Blason  | D'argent à six tourteaux de gueules ordonnés 3, 2, 1. |
| Blason de Saint-Saëns | Détails |                                                       |

| Blason de Saint-Sauveur-d'Émalleville | Blason  | D’or aux trois marteaux contournés de gueules, au chef dentelé d’azur chargé d’un lion léopardé d’argent . |
| Blason de Saint-Sauveur-d'Émalleville | Détails | Armes parlantes. (malleus = marteau)                                                                       |

| Blason de Saint-Sylvain | Blason  | D’azur au chevron d’or semé de trèfles de gueules, accompagné, en chef de deux fers de lance d’argent et en pointe d’une tête d’homme du même, au chef aussi d’argent chargé d’un lion de gueules accosté de deux marteaux du même. |
| Blason de Saint-Sylvain | Détails | Blason composé par le Conseil Français d’Héraldique. Adopté le 9 décembre 2002. |

| Blason de Saint-Vaast-d'Équiqueville | Blason  | Coupé ondé: au 1er de gueules à la mitre brochant sur une crosse en bande, le tout d'argent, à dextre, et à la couronne ducale d'or, à senestre, au 2e d’azur à la foi alésée d'argent. |
| Blason de Saint-Vaast-d'Équiqueville | Détails | Conflit héraldique : la couronne porte des bijoux colorés. Création Jean-François Binon.                                                                                                |

| Blason de Saint-Vaast-Dieppedalle | Blason  | D’azur à la crosse d’or en pal traversant une couronne à l’antique du même et soutenue en pointe de la lettre V majuscule aussi d’or ; chaussé d’or chargé en pointe des lettres S à dextre et D à senestre, de part et d’autre du V ; au comble d’or chargé d’une locomotive à vapeur sur un rail alésé de sable. |
| Blason de Saint-Vaast-Dieppedalle | Détails | Création Denis Joulain, validée le 5 octobre 2015. |

| Blason de Saint-Valery-en-Caux | Blason  | D'azur à deux dauphins adossés d'argent. |
| Blason de Saint-Valery-en-Caux | Détails |                                          |

| Blason de Saint-Wandrille-Rançon | Blason  | De sinople au pairle ondé d’argent, accompagné en chef d’une roue de moulin d’or et aux flancs de deux fleurs de lys du même. |
| Blason de Saint-Wandrille-Rançon | Détails | |

| Blason de Sainte-Adresse | Blason  | Écartelé : aux 1er et 4e d'azur à la tour d'argent, maçonnée, ouverte et ajourée de sable, aux 2e et 3e de gueules à la coquille d'or; à la croix engrêlée d'or brochant sur la partition, chargée en abîme d'un écusson tiercé en pal de sable, d'or et de gueules . |
| Blason de Sainte-Adresse | Détails | Adopté en 1924. |

| Blason de Sainte-Austreberthe | Blason  | D’or à sainte Austreberthe d’argent habillée au naturel, tenant une crosse de sable de sa main senestre, au loup arrêté de sinople brochant à ses pieds, au chef du même chargé d’une fasce ondée d’argent. |
| Blason de Sainte-Austreberthe | Détails | |

| Blason de Sainte-Colombe | Blason  | De gueules à une tierce en chevron d’or accompagnée en chef de deux léopards affrontés d’or, armés et lampassés d’azur, en pointe d’une colombe essorante d’argent. |
| Blason de Sainte-Colombe | Détails | Armes parlantes. (colombe) Création Denis Joulain, validée le 24 septembre 2015.                                                                                    |

| Blason de Sainte-Geneviève | Blason  | Taillé: au 1er d’or au pommier de sinople fruité d’or, au 2e de sinople à la vache d’argent tachée de tenné; à la barre ondée d’azur brochant sur la partition; au chef de gueules chargé d’un léopard d’or. |
| Blason de Sainte-Geneviève | Détails | |

| Blason de Sainte-Hélène-Bondeville | Blason  | Deux écus: 1) D'azur à la tête de licorne d'argent surmontée de molettes d'or. 2) D’azur à trois glands versés d'or. |
| Blason de Sainte-Hélène-Bondeville | Détails | |

| Blason de Sainte-Marguerite-sur-Duclair | Blason  | D’or au chevron d’azur chargé de cinq annelets du champ, accompagné de trois molettes d’éperon de sable. |
| Blason de Sainte-Marguerite-sur-Duclair | Détails | |

| Blason de Sainte-Marguerite-sur-Fauville | Blason  | De gueules à la champagne d'azur chargée d'un poisson nageant d'argent, à l'étai du même mouvant de la partition, contre lequel rampent deux léopards couards affrontés d'or. |
| Blason de Sainte-Marguerite-sur-Fauville | Détails | |

| Blason de Sainte-Marguerite-sur-Mer | Blason  | D’argent à la jumelle ondée d’azur surmontée d’une inscription de deux lignes en lettre du même, « Ste Marguerite » et « sur Mer », au chef ondé de gueules chargé de cinq marguerites tigées et feuillées de deux pièces du champ, ordonnées 2 et 3. |
| Blason de Sainte-Marguerite-sur-Mer | Détails | Armes parlantes. |

| Blason de Sandouville | Blason  | De gueules à la roue dentée d’or, au chef d’argent chargé de trois merlettes de sable. |
| Blason de Sandouville | Détails |                                                                                        |

| Blason de Sassetot-le-Mauconduit | Blason  | D'or au fer de moulin en forme de croisette ancrée, cantonné de quatre croisettes du même ; au chef d'azur chargé de deux ancres d'or . |
| Blason de Sassetot-le-Mauconduit | Détails | Créé par M. Cochet et présenté en juin 1990.                                                                                            |

| Blason de Sasseville | Blason  | De gueules au pal d’argent chargé de deux coquilles, d’azur en chef et de sable en pointe ; à un fléau à battre replié d’argent brochant en barre et une navette de tisserand aussi d'argent avec sa bobine de sable, brochant en bande sur la navette et sur le pal. |
| Blason de Sasseville | Détails | Création Denis Joulain, validée le 21 octobre 2015. |

| Blason de Sauchay | Blason  | D'argent à la barre ondée d'azur, accompagnée en chef d'un alérion de gueules et en pointe d'un arbre de sinople fûté de sable. |
| Blason de Sauchay | Détails | Adopté le 17 décembre 2001. |

| Blason de Saussay | Blason  | D'or au saule posé sur une terrasse de sinople le tronc au naturel; au chef de gueules chargé d'une hure de sanglier d'argent accostée de deux flammes d'or. |
| Blason de Saussay | Détails | Armes parlantes. (saule) Adopté le 17 septembre 2010. |

| Blason de Senneville-sur-Fécamp | Blason  | Écartelé au 1) et au 4) échiqueté d’azur et d’or, au 2) d’azur au crabe d’or, au 3) d’azur aux deux épis de blé passés en sautoir ; à la croix d’argent brochant sur la partition ; sur le tout de gueules à la croix latine au pied perronné d’or. |
| Blason de Senneville-sur-Fécamp | Détails | |

| Blason de Serqueux | Blason  | D'or à deux jumelles amincies posées en sautoir de sable cantonné aux 2e et 3e de deux locomotives anciennes du même, celle de dextre contournée et en pointe d'une lettre majuscule 'S' de sable, vidée du champ. |
| Blason de Serqueux | Détails | Création Denis Joulain et Jean Paul Fernon. Adopté le 11 février 2011. |

| Blason de Sommery | Blason  | D’azur à deux lions léopardés d’or l’un sur l’autre.                                                                    |
| Blason de Sommery | Détails | Armes de la famille SOMERY retrouvées en Angleterre par Mme Hurpy en 2000, adoptées sans officialisation par la Mairie. |

| Blason de Sorquainville | Blason  | Coupé: au 1er d'azur à l'écusson de gueules chargé de deux léopards d'or, l'un au-dessus de l'autre, au 2e de sinople à la gerbe d'or; à la vache passante d'argent tachetée d'orangé à dextre et à l'arbre au naturel à senestre, tous deux brochant sur la partition. |
| Blason de Sorquainville | Détails | * Il y a là non-respect de la règle de contrariété des couleurs : ces armes sont fautives (gueules sur azur). Le statut officiel du blason reste à déterminer. |

| Blason de Sotteville-sur-Mer | Blason  | D’or au lion coupé d’azur et de gueules, lampassé de gueules, les membres d’azur armés de gueules et les membres de gueules armés d’azur. |
| Blason de Sotteville-sur-Mer | Détails | |

Pas d'information pour les communes suivantes : Saâne-Saint-Just, Sahurs, Sainneville, Saint-Aubin-Épinay, Saint-Crespin (Seine-Maritime), Saint-Denis-le-Thiboult, Sainte-Agathe-d'Aliermont, Sainte-Beuve-en-Rivière, Sainte-Croix-sur-Buchy, Sainte-Foy (Seine-Maritime), Sainte-Marie-au-Bosc, Sainte-Marie-des-Champs, Saint-Eustache-la-Forêt, Saint-Georges-sur-Fontaine, Saint-Germain-des-Essourts, Saint-Gilles-de-la-Neuville, Saint-Hellier, Saint-Honoré (Seine-Maritime), Saint-Jacques-d'Aliermont, Saint-Jacques-sur-Darnétal, Saint-Jean-de-Folleville, Saint-Jean-de-la-Neuville, Saint-Jouin-Bruneval, Saint-Laurent-en-Caux, Saint-Léger-aux-Bois (Seine-Maritime), Saint-Léonard (Seine-Maritime), Saint-Mards, Saint-Martin-au-Bosc, Saint-Martin-de-Boscherville, Saint-Martin-l'Hortier, Saint-Martin-Osmonville, Saint-Maurice-d'Ételan, Saint-Michel-d'Halescourt, Saint-Nicolas-de-Bliquetuit, Saint-Nicolas-de-la-Taille, Saint-Ouen-le-Mauger, Saint-Paër, Saint-Pierre-Bénouville, Saint-Pierre-de-Varengeville, Saint-Pierre-en-Port, Saint-Pierre-Lavis, Saint-Pierre-le-Vieux (Seine-Maritime), Saint-Pierre-le-Viger, Saint-Riquier-ès-Plains, Saint-Saire, Saint-Vaast-du-Val, Saint-Victor-l'Abbaye, Saint-Vigor-d'Ymonville, Saint-Vincent-Cramesnil, Sassetot-le-Malgardé, Saumont-la-Poterie, Sauqueville, Sausseuzemare-en-Caux, Sept-Meules, Servaville-Salmonville, Sévis, Sierville, Sigy-en-Bray, Smermesnil, Sommesnil, Sotteville-sous-le-Val
- Haut – A
- B
- C
- D
- E
- F
- G
- H
- I
- J
- K
- L
- M
- N
- O
- P
- Q
- R
- S
- T
- U
- V
- W
- X
- Y
- Z

## T
| Blason de Tancarville | Blason  | De gueules à l'écusson d'or chargé d'un chêne de sinople, accompagné de six angemmes d'argent ordonnées en orle. |
| Blason de Tancarville | Détails | |

| Blason de Thérouldeville | Blason  | De sinople à l’église du lieu d’argent de profil, le portail à dextre, au chef parti au I burelé d’argent et de gueules au lion de sable couronné d'or brochant, et au II de gueules chargé de deux épées aussi d’or passées en sautoir. |
| Blason de Thérouldeville | Détails | Adopté en 1998. |

| Blason de Theuville-aux-Maillots | Blason  | D'argent au marronnier arraché de sinople; au chef d'azur chargé de deux épis de blé d'or, les tiges passées en sautoir . |
| Blason de Theuville-aux-Maillots | Détails | Inscription auprès de Conseil Français d’Héraldique en 2007.                                                              |

| Blason de Thiergeville | Blason  | Tiercé en pairle renversé : au 1er de gueules à deux léopards d'or, armés et lampassés d'azur, l'un au-dessus de l'autre, au 2e d'or à un manteau de gueules posé sur le fil d'une épée basse d'argent, au 3e de sinople à une gerbe d'or à dextre, à un rencontre de vache d'argent à senestre, surmontés d'une ammonite du même. |
| Blason de Thiergeville | Détails | Le statut officiel du blason reste à déterminer. |

| Blason de Thiétreville | Blason  | Écartelé : au 1) d’azur au clocher d’argent, au 2) d’or au trèfle de sinople au 3) d’or à la rose de gueules, au 4) d’azur au besant d’argent .          |
| Blason de Thiétreville | Détails | Conflit héraldique : le clocher est ajouré de sable. Blason conçu et enregistré par le Conseil Français d’Héraldique en 2005. Adopté le 18 février 2005. |

| Blason de Thiouville | Blason  | De gueules à la fleur de lis d’or surmontée d’un léopard du même. |
| Blason de Thiouville | Détails |                                                                   |

| Blason de Le Tilleul | Blason  | Palé d’or et d’azur de six pièces, au chef de gueules chargé d’une fleur de tilleul tigée et feuillée d’or, accostée de deux mouettes affrontées du même. |
| Blason de Le Tilleul | Détails | Armes parlantes. (fleur de tilleul) |

| Blason de Tocqueville-les-Murs | Blason  | De gueules à la croix [en filet] d’argent, sur le tout d’azur au chevron accompagné en chef de deux étoiles et en pointe d’un renard passant, le tout d’or ; au comble coupé crénelé d’azur et d’or brochant sur le tout. |
| Blason de Tocqueville-les-Murs | Détails | |

| Blason de Torcy-le-Grand | Blason  | Burelé de gueules et d’argent au lion à la queue léopardée d’or, lampassé aussi de gueules, brochant sur le tout. |
| Blason de Torcy-le-Grand | Détails | |

| Blason de Torcy-le-Petit | Blason  | D’azur au chevron d’or accompagné de trois merlettes d’argent. |
| Blason de Torcy-le-Petit | Détails |                                                                |

| Blason de Tôtes | Blason  | Parti : au 1) de gueules aux trois oies d’argent, au 2) coupé au I d’or aux trois marteaux contournés de gueules et au II d’azur aux trois croisettes d’argent ; sur le tout d’or au chef d’azur chargé de trois étoiles aussi d’or. |
| Blason de Tôtes | Détails | |

| Blason de Touffreville-la-Cable | Blason  | D’or au sautoir de gueules chargé aux extrémités de quatre maillets d’argent, cantonné en chef et en pointe d’une étoile d’azur et aux flancs d’un coq de gueules, celui de dextre contourné. |
| Blason de Touffreville-la-Cable | Détails | |

| Blason de Touffreville-la-Corbeline | Blason  | D’azur aux deux navettes de tisserand d’argent passées en sautoir, accompagnées, en chef, d’un besant, aux flancs, de deux feuilles de chêne et en pointe, d’une gerbe, le tout d’or. |
| Blason de Touffreville-la-Corbeline | Détails | |

| Blason de Touffreville-sur-Eu | Blason  | Coupé ondé: au 1er de gueules à deux léopards d'or, l’un au-dessus de l’autre, armés et lampassés d’azur à dextre et à la mitre avec ses fanons brochant sur une crosse contournée en barre, le tout d’argent à senestre, au 2e d’azur au tau d’argent. |
| Blason de Touffreville-sur-Eu | Détails | Création Jean-François Binon. Adopté le 6 mars 2015. |

| Blason de Tourville-la-Chapelle | Blason  | De gueules à la croix d’argent semée de fleurs de lis d’azur, cantonnée aux 1er et 4e d’un lion, au 2e d’un puits du lieu et au 3e d’un moulin à vent, le tout d’or. |
| Blason de Tourville-la-Chapelle | Détails | Création du Conseil Français d’Héraldique. Adopté le 13 octobre 2011.                                                                                                |

| Blason de Tourville-la-Rivière | Blason  | Coticé d’argent et d’azur de dix pièces, au lion couronné de gueules, accompagné de trois coquilles d’or, le tout brochant. |
| Blason de Tourville-la-Rivière | Détails | |

| Blason de Le Trait | Blason  | Taillé d’azur et d’argent au léopard brochant de l’un en l’autre. |
| Blason de Le Trait | Détails |                                                                   |

| Blason de Le Tréport | Blason  | D’azur aux deux navires de sable, équipés d’argent, pavillonnés de gueules, voguant sur une mer de sinople mouvant de la pointe, quittant la jetée du port d’argent, maçonnée de sable, sur laquelle un guetteur, aussi de sable, tient haut un pavillon de gueules, le tout accompagné au canton senestre du chef d’un croissant contourné d’or adextré d’une étoile du même. |
| Blason de Le Tréport | Détails | Adopté par délibération du 10 juin 1790. Devise: « sequanae inferioris ulterior portus ». |

| Blason de La Trinité-du-Mont | Blason  | D’or mantelé de sinople, à trois trèfles de l’un en l’autre. |
| Blason de La Trinité-du-Mont | Détails | Création Jean François Binon. Adopté le 4 septembre 2008.    |

| Blason de Les Trois-Pierres | Blason  | D’azur à la fasce d’argent chargée de trois épis de blé de sinople, accompagnée en chef d’un soleil d’or accosté de deux mouettes volantes et affrontées d’argent et en pointe de trois pierres du même . |
| Blason de Les Trois-Pierres | Détails | Armes parlantes. (trois pierres) Homologué par le Conseil Français d’Héraldique en 1993. |

| Blason de Trouville-Alliquerville | Blason  | De gueules à cinq épis de blé d'or posés en éventail, les tiges en pointe réunies en pal; au chef cousu d'azur chargé de trois étoiles d'or.                                                                     |
| Blason de Trouville-Alliquerville | Détails | * Ces armes emploient le terme « cousu » dans le seul but de contrevenir à la règle de contrariété des couleurs : elles sont fautives (azur sur gueules). Création M. Rougerolle, enregistré par le CFH en 2001. |

| Blason de Turretot | Blason  | Tranché: au 1er de gueules au marteau de Thor d’or au décor diapré avec attache en anneau d’argent, au 2e d’or au chevronel alésé de sinople accompagné de trois fleurs de lin d’azur, à l’entrelacs de nœuds de carrick d’argent brochant sur la partition. |
| Blason de Turretot | Détails | |

Pas d'information pour les communes suivantes : Thil-Manneville, Le Thil-Riberpré, Tocqueville-en-Caux, Tocqueville-sur-Eu, Le Torp-Mesnil, Tourville-les-Ifs, Tourville-sur-Arques, Toussaint (Seine-Maritime), Trémauville, Triquerville
- Haut – A
- B
- C
- D
- E
- F
- G
- H
- I
- J
- K
- L
- M
- N
- O
- P
- Q
- R
- S
- T
- U
- V
- W
- X
- Y
- Z

## V
| Blason de Val-de-la-Haye | Blason  | Parti: au 1er mi-parti de gueules à deux léopards d'or l'un au-dessus de l'autre, au 2e d'azur à la barque au naturel mouvant du flanc, sur une mer fascée-ondée de huit pièces d'argent et d'azur, amarrée par une corde d'argent en barre mouvant de la partition et surmontée d'une aigle impériale française d'or empiétant un foudre d'argent; le tout enclos dans une filière d'or; à l'épée d'argent garnie au naturel, la garde pommetée d'or chargée d'un carré en losange d'argent surchargé d'un tourteau inscrit de gueules à la croix de Malte d'argent, brochant sur la partition . |
| Blason de Val-de-la-Haye | Détails | Le statut officiel du blason reste à déterminer. |

| Blason de Val-de-Saâne | Blason  | De gueules à la croix d’or chargée d’un écusson de sinople surchargé d’un cœur sommé à dextre des tête et cou d’un coq issant et à senestre d’un panache en forme de croissant versé, le tout d’or, la croix cantonnée en 1 et 2 d’une fleur de lis, en 3 d’une coquille et en 4 d’une rose, le tout d’argent. |
| Blason de Val-de-Saâne | Détails | Blason composé et enregistré par le Conseil Français d’Héraldique en 2009. |

| Blason de Valliquerville | Blason  | Parti : au 1) reparti émanché d’argent et de gueules, au 2) de sinople au clocher du lieu d’argent mouvant de la pointe. |
| Blason de Valliquerville | Détails | |

| Blason de Valmont | Blason  | Burelé d'argent et de gueules au lion de sable brochant sur le tout. |
| Blason de Valmont | Détails |                                                                      |

| Blason de Varengeville-sur-Mer | Blason  | De gueules à une molette de huit rais d'argent ajourée d'azur, au chef aussi d'argent chargé d'un lion passant du champ. |
| Blason de Varengeville-sur-Mer | Détails | |

| Blason de Varneville-Bretteville | Blason  | De gueules au lion accompagné en chef de deux têtes de griffons, le tout d’or. |
| Blason de Varneville-Bretteville | Détails |                                                                                |

| Blason de Vattetot-sous-Beaumont | Blason  | Parti d'hermine et de gueules, à l'écusson d'argent à la croix de sinople brochant en chef et à la montagne isolée de trois coupeaux d'or brochant en pointe . |
| Blason de Vattetot-sous-Beaumont | Détails | Blason composé et officialisé par le Conseil Français d’Héraldique en 2009.                                                                                    |

| Blason de Vatteville-la-Rue | Blason  | De gueules au trois-mâts d'or; au chef d'argent chargé d'une salamandre de sable accostée d'une feuille de hêtre à dextre et d'une feuille de chêne à senestre, toutes deux versées et du même. |
| Blason de Vatteville-la-Rue | Détails | Blason élaboré par Jean-Claude Ropers, maire et le Parc Naturel Régional des Boucles de la Seine Normande.                                                                                      |

| Blason de La Vaupalière | Blason  | D'azur à deux lettres capitales V d'argent entrelacées en fasce . |
| Blason de La Vaupalière | Détails |                                                                   |

| Blason de Veauville-lès-Quelles | Blason  | De sinople à une échelle d’argent posée en barre, à une fleur de lys d’or à plomb entre les barreaux centraux, accompagnée de deux navettes de tisserand du même posées en fasce. |
| Blason de Veauville-lès-Quelles | Détails | Armes parlantes. (échelle) Création Denis Joulain ; validée le 22 octobre 2015.                                                                                                   |

| Blason de Veules-les-Roses | Blason  | D'azur au voilier d'argent, la coque bordée d'or, flammé du même, voguant sur une mer d'argent agitée d'azur, de laquelle émerge un filet de sable chargé de poissons d'or hissé à bord du bateau par un marin d'argent vêtu et couvert de sable, le tout accosté de deux roses naturelles de gueules, les pétales bordés d'argent, tigées et feuillées de sinople, celle de dextre posée en barre et celle de senestre affrontée, posée en bande; au chef cousu de gueules chargé de deux bouquets de roses naturelles sans nombre d'or, de gueules et d'argent, tigées et feuillées de sinople, adextrées de deux léopards d'or passant l'un sur l'autre . |
| Blason de Veules-les-Roses | Détails | Armes parlantes. * Ces armes emploient le terme « cousu » dans le seul but de contrevenir à la règle de contrariété des couleurs : elles sont fautives (gueules sur azur). Le statut officiel du blason reste à déterminer. |

| Blason de Veulettes-sur-Mer | Blason  | D'azur à deux roses d'or rangées en fasce, accompagnées en chef d'un croissant d'argent et en pointe d'un cœur croisé du même, le tout surmonté d'un lambel aussi d'argent. |
| Blason de Veulettes-sur-Mer | Détails | |

| Blason de Vieux-Manoir | Blason  | D’or à l’arbre arraché au naturel, au chef d’azur chargé de deux épées d’or passées en sautoir, accostées de deux besants d’argent . |
| Blason de Vieux-Manoir | Détails | Un brevet d’armoiries est signé par le Conseil Français d’Héraldique le 4 novembre 2000.                                             |

| Blason de Villainville | Blason  | Coupé: au 1er de gueules à deux léopards d'or, armés et lampassés de sable, l'un au-dessus de l'autre, au 2e de sinople à trois coquilles d'argent; au chevron renversé abaissé d'or brochant sur la partition. |
| Blason de Villainville | Détails | Création Jean-François Binon. |

| Blason de Villequier | Blason  | De gueules à la croix fleurdelisée d'or chargée en cœur d'une ancre de sable, et cantonnée de douze billettes d'or. |
| Blason de Villequier | Détails | |

| Blason de Villers-Écalles | Blason  | De gueules à la roue de moulin accompagnée en chef de deux abeilles, le tout d’or, à la champagne cousue d’azur chargée de deux poissons d’argent rangés en fasce. |
| Blason de Villers-Écalles | Détails | * Ces armes emploient le terme « cousu » dans le seul but de contrevenir à la règle de contrariété des couleurs : elles sont fautives (azur sur gueules).          |

| Blason de Vittefleur | Blason  | D’argent à l’écusson de gueules chargé d’une molette d’éperon d’or, accompagné de huit fleurs de gueules posées en orle. |
| Blason de Vittefleur | Détails | Conflit héraldique : le dessin montre seulement quatre roses. Armes parlantes. (fleurs)                                  |

Pas d'information pour les communes suivantes : Vassonville, Vatierville, Vattetot-sur-Mer, Veauville-lès-Baons, Vénestanville, Ventes-Saint-Rémy, Vergetot, Vibeuf, Vieux-Rouen-sur-Bresle, La Vieux-Rue, Villers-sous-Foucarmont, Villy-sur-Yères, Vinnemerville, Virville
Pas d'information pour les communes suivantes : Wanchy-Capval
- Haut – A
- B
- C
- D
- E
- F
- G
- H
- I
- J
- K
- L
- M
- N
- O
- P
- Q
- R
- S
- T
- U
- V
- W
- X
- Y
- Z

## Y
| Blason de Yerville | Blason  | D'azur au pairle d'or, au chef cousu de gueules chargé d'un léopard aussi d'or. Devise / Cri'Labeur est ma joie'                                          |
| Blason de Yerville | Détails | * Ces armes emploient le terme « cousu » dans le seul but de contrevenir à la règle de contrariété des couleurs : elles sont fautives (gueules sur azur). |

| Blason de Yport | Blason  | Tiercé en pairle, au 1er d'azur à la nef habillée d'argent, aux 2e et 3e d'or à trois peupliers coupés de sinople, rangés en bande au 2e et en barre au 3e ; au pairle alésé de sable brochant sur la partition ; le tout sommé d'un chef tiercé en pal, au I de gueules à la grenouille assise, contournée, d'argent, au II burelé d'argent et de gueules, au lion de sable brochant, au III de gueules à trois marteaux d'or . |
| Blason de Yport | Détails | Armes parlantes. (le pairle brochant forme un Y, initiale de la commune ; le port est représenté par le bateau) Création de Joseph Boulard, vers 1900. Devise : Contre vents et marées |

| Blason de Ypreville-Biville | Blason  | Ecartelé de sinople et d’argent, chargé au 1 d’une aigle d’or / au 2 d’une fleur de lys d’azur / au 3 d’un maillet de gueules / au 4 d’un lion d’or armé et lampassé de gueules. |
| Blason de Ypreville-Biville | Détails | |

| Blason de Yquebeuf | Blason  | De gueules à la croix fleurdelysée d'argent. |
| Blason de Yquebeuf | Détails | Adopté en 1994.                              |

| Blason de Yvecrique | Blason  | Tiercé en pairle: au 1er de sinople à deux épis de blé d’or passés en sautoir, au 2e de gueules à deux léopards d’or l’un au-dessus l’autre, au 3e d’azur à l’église du lieu d’argent; au filet en pairle d’or brochant sur la partition. |
| Blason de Yvecrique | Détails | Blason enregistré par le Conseil Français d’héraldique, officialisé le 26 juin 2009. |

| Blason de Yvetot | Blason  | De gueules à deux gerbes en chef et deux navettes passées en sautoir en pointe, le tout d'or. |
| Blason de Yvetot | Détails |                                                                                               |

Pas d'information pour les communes suivantes : Yainville, Yébleron, Ymare, Yville-sur-Seine
- Haut – A
- B
- C
- D
- E
- F
- G
- H
- I
- J
- K
- L
- M
- N
- O
- P
- Q
- R
- S
- T
- U
- V
- W
- X
- Y
- Z